# 1966
Het jaar 1966 is een jaartal volgens de christelijke jaartelling.

## Gebeurtenissen
januari
- 1 - In de Centraal-Afrikaanse Republiek neemt het leger onder leiding van Jean-Bédel Bokassa de macht over.
- 3 - Na enkele dagen van stakingen en betogingen grijpt in Opper-Volta het leger de macht.
- 3 - Het Nederlandse Ministerie van Verkeer en Waterstaat verleent vergunning aan Transavia voor het uitvoeren van chartervluchten vanaf de vliegvelden Beek en Zestienhoven.
- 16 - Oprichting van de professionele basketbalploeg Chicago Bulls, spelend in de Amerikaanse National Basketball Association.
- 17 - Een Amerikaanse B-52 bommenwerper botst met een tankvliegtuig boven het vissersdorp Palomares - Cuevas del Almanzora (Spanje). Van de lading van de B-52, vier waterstofbommen van 70 kiloton elk, vallen drie neer op de velden en de vierde in zee. Amerikaanse teams verwijderen 1400 ton radioactieve grond.
- 19 - Indira Gandhi wordt gekozen tot premier van India.

februari
- 3 - Eerste geslaagde "zachte" landing op de maan, door het onbemande Russische ruimtevaartuig Loena 9. Landingsplaats is de Oceaan der Stormen.
- 24 - Staatsgreep in Ghana. President Kwame Nkrumah, op dat moment in het buitenland, keert niet naar het land terug.

maart
- 2 - Eerste niertransplantatie in Nederland, in het Academisch Ziekenhuis Leiden.
- 4 - John Lennon beweert tijdens een interview dat The Beatles populairder zijn dan Jezus Christus. Later dit jaar veroorzaakt dat internationaal veel tumult.
- 10 - Prinses Beatrix treedt in het huwelijk met Claus van Amsberg. De bijbehorende rijtoer wordt verstoord met een rookbom.
- 11 - Frankrijk trekt zich terug uit de militaire samenwerking in de NAVO.
- 11 - Generaal Soeharto neemt in Indonesië, op basis van de ondertekening van de Supersemar, de uitvoerende macht over van Soekarno.
- 16 - Lancering van de bemande Gemini 8. De Gemini 8 voert de eerste koppeling met een ander (onbemand) ruimtevaartuig uit.
- 16 - In Zuid-Afrika wordt het Defense and Aid Fund verboden. Deze organisatie gaf rechtshulp aan slachtoffers van het apartheidsbewind.
- 20 - Wielerlegende Eddy Merckx wint op 22-jarige leeftijd zijn eerste Milaan-San Remo. Er zullen er nog zes volgen.

april
- 12 - Chris Soumokil, president van de Republik Maluku Selatan (RMS), wordt op het eiland Obi door een vuurpeloton geëxecuteerd.
- 14 - de suikerfabriek van Moerbeke-Waas werd getroffen door een grote en zware brand. De kostbare machines en apparaten bekeken weinig schade opgelopen te hebben. De drie opslagplaatsen en hun inhoud waren wel vernield wat 200 miljoen frank schade met zich meebracht.
- 26 - Tasjkent wordt getroffen door een zware aardbeving van 7,5 op de schaal van Richter, waarbij een deel van de stad wordt verwoest en meer dan 300.000 mensen dakloos raken
- 30 (Walpurgisnacht), Anton Szandor LaVey richt de Church of Satan op in San Francisco.
- 30 - Jean Stablinski uit Frankrijk wint de eerste editie van wat Nederlands enige wielerklassieker zal worden: de Amstel Gold Race.

mei
- 3 - In de Rotterdamse Eemhaven legt het eerste containerschip aan. De MS Fairland heeft 226 containers aan boord, en opent een wekelijkse containerlijn tussen New York en Rotterdam.
- 16 - Mao Zedong roept de jongeren van de Rode Garde op om de Communistische Partij te zuiveren van 'bourgeois-elementen'. Dit is het startsein van de Culturele Revolutie.
- 21 - De oprichting wordt bekendgemaakt van de Ulster Volunteer Force, een protestantse paramilitaire organisatie die aankondigt, de katholieke IRA gewapenderhand te zullen bestrijden.
- 26 - Brits-Guyana verkrijgt een onafhankelijke status binnen het Britse Gemenebest en heet voortaan Guyana.
- 30 - Surveyor 1 wordt gelanceerd richting de maan.

juni
- 2 - Surveyor 1 landt op de maan en neemt foto's.
- 9 - Willy Lages, een van de vier van Breda, wordt vrijgelaten omdat hij ernstig ziek zou zijn.
- 14 - Bouwvakkersoproer in Amsterdam waarbij het gebouw van De Telegraaf wordt bestormd.
- 14 - Paus Paulus VI schaft de Index librorum prohibitorum, de lijst van voor de gelovigen verboden boeken, af.
- 21 - Koningin Juliana stelt de Coentunnel in gebruik.
- 25 - De Staten van Suriname besluiten tot stichting van een Universiteit van Suriname.
- 25 en 26 - Congres in Assen van de Molukse organisaties in Nederland. Besloten wordt tot vorming van een regering in ballingschap van de Republik Maluku Selatan, en tot samenvoeging van de Molukse organisaties in de Badan Persatuan.
- 27 - Gerard Reve treedt toe tot de Rooms-Katholieke Kerk.
- 28 - In Argentinië wordt burgerpresident Arturo Umberto Illia afgezet door het leger. De militaire junta benoemt een militair van de harde lijn, Juan Carlos Onganía, tot nieuwe president.
- 28 - In Congo-Brazzaville mislukt een militaire staatsgreep.
- 30 - Definitieve eind van de mijnbouw op Bell Island (Canada), dat decennialang een van de belangrijkste ijzerertsproducenten ter wereld was.

juli
- 11 - De 19-jarige kroonprins Charles Ndizeye neemt in Burundi de macht in handen en benoemt zichzelf tot koning Ntare V.
- In de nacht van 26 op 27 wordt brand gesticht in de Indonesische ambassade in Den Haag uit protest tegen de dood van Soumokil, kort na de aankomst, in Nederland van diens weduwe.
- 30 - Engeland wint voor eigen publiek de wereldtitel door West-Duitsland na verlenging met 4-2 te verslaan in de finale van het WK voetbal.
- juli - Het Vaishnavisme komt naar het Westen met de oprichting van de Hare Krishna-beweging.

augustus
- 4 - Loebas Oosterbeek richt de Vereniging van Dienstplichtige Militairen (VVDM) op.
- 12 - De Indonesische vulkaan Awu barst uit en blijft actief tot oktober. Bij de uitbarsting komen 39 mensen om.
- 13 - Voor het eerst komt een Nederlandstalige plaat op nummer 1 in de Veronica Top 40. Het is zangeres Karin Kent met 'Dans je de hele nacht met mij'.
- 23 - Ruimtesonde Orbiter neemt de eerste foto van de maan van relatief korte afstand.
- 29 - The Beatles geven hun laatste concert in Candlestick Park, San Francisco.
- 29 - In Egypte wordt Said Qutb, de leider van de Moslimbroederschap, opgehangen.

september
- 6 - De premier van Zuid-Afrika, Hendrik Verwoerd, wordt vermoord.
- 7 - Johan Cruijff maakt zijn debuut in het Nederlands voetbalelftal in het EK-kwalificatieduel tegen Hongarije (2-2).
- 14 - De Gemini-11 missie met de astronauten Pete Conrad en Richard Gordon bereikt een recordhoogte van 1364 km. Nooit eerder heeft een ruimtevaartuig, dat niet de atmosfeer verlaat, zo'n hoogte bereikt.
- 17 - Lesotho en Botswana treden toe tot de VN.
- 20 - De installatie van het Boerenpartij-Eerste Kamerlid Hendrik Adams, die omstreden is vanwege zijn oorlogsverleden, leidt tot een handgemeen tussen hem en VVD-collega Jan Baas. Adams treedt korte tijd later af.

oktober
- 1 - De Duitse nazi-oorlogsmisdadigers Albert Speer en Baldur von Schirach komen vrij, na hun gevangenisstraf van twintig jaar te hebben uitgezeten.
- 13 - In de Tweede Kamer brengt de KVP het kabinet-Cals-Vondeling ten val. Dit voorval staat bekend als de Nacht van Schmelzer.
- 14 - De politieke partij Democraten '66 wordt opgericht.
- 21 - Het dorp Aberfan in Wales raakt gedeeltelijk bedolven onder een ingezakte afvalberg uit een nabijgelegen steenkoolmijn. De afvalberg bedelft onder andere een basisschool waardoor er 116 kinderen om het leven komen. In totaal vinden 144 mensen de dood.
- 26 - Het NAVO-hoofdkwartier te Brussel wordt betrokken.
- 27 - De Verenigde Naties ontnemen Zuid-Afrika het mandaat over Zuidwest-Afrika, het latere Namibië.
- In Oakland (Californië) richten Huwey P. Newton en Bobby Seale de Black Panther Party op. Zij richten zich niet alleen tegen de discriminatie van de zwarte bevolking, maar ook tegen de politiek van geweldloosheid van ds. Martin Luther King.

november
- In Florence treedt de Arno buiten zijn oevers en staat de stad blank.
- 4 - Grote overstromingen in Venetië veroorzaken aanzienlijke schade aan gebouwen en monumenten.
- 14 - Radio Dolfijn, de opvolger van de piraat Radio England, begint met Nederlandse uitzendingen vanaf het schip Laissez-Faire.
- 15 - In Point Pleasant (West Virginia) wordt voor het eerst de Mothman waargenomen.
- 26 - De Franse president De Gaulle stelt de Waterkrachtcentrale Rance in gebruik, de eerste getijdencentrale ter wereld.
- 28 - Koning Ntare V van Burundi afgezet. Burundi wordt een republiek met een militair bewind.
- 29 - In Amsterdam is het beeld van het Lieverdje verdwenen. Naar later blijkt betreft het een grap van Groningse studenten behorend tot studentenvereniging Vindicat. De schuldigen worden enkele maanden later beboet met een geldstraf.

december
- 1 - Kurt Georg Kiesinger wordt gekozen tot bondskanselier van West-Duitsland.
- 8 - De Griekse veerboot Heraklion zinkt in de Egeïsche Zee, waarbij 220 mensen omkomen.
- 13 - Ten zuidoosten van Amsterdam wordt de eerste paal voor een nieuwe wijk geslagen: de Bijlmermeer.
- 16 - In New York sluiten 76 landen het Internationaal verdrag inzake burgerrechten en politieke rechten.

## Muziek

### Klassieke muziek
- Jean Absil schrijft het ballet Petites polyphonies, opus 128
- 6 maart: eerste uitvoering van Symfonie nr. 8, van Mieczysław Weinberg
- 7 april: eerste uitvoering van De natura sonoris nr. 1 van Krzysztof Penderecki
- 29 mei: eerste uitvoering van Suite Boulogne van Bo Linde
- 15 juni: eerste uitvoering Sweet was the song the Virgin sung van Benjamin Britten
- 4 augustus: eerste en tevens laatste uitvoering van Symfonie nr. 12 van Havergal Brian (gegevens 2016)
- 22 september: eerste uitvoering van Johan Kvandals Strijkkwartet nr. 2

### Populaire muziek
- Bob Dylan - Blonde On Blonde
- The Beach Boys - Pet Sounds
- The Beatles - Revolver
- The Rolling Stones - Aftermath

- De volgende platen worden top 3-hits in de Veronica Top 40:
- Barbra Streisand - Second Hand Rose
- Bobby Hebb - Sunny
- Chris Andrews - To Whom It Concerns
- Clinton Ford - Dandy
- Crispian St. Peters - Pied Piper
- Dave Berry – This Strange Effect
- Frank Sinatra - Strangers in The Night
- Georgie Fame - Sunny
- Herman's Hermits - Dandy en No Milk Today
- Karin Kent - Dans je de Hele Nacht Met Mij?
- Los Bravos - Black Is Black
- Lovin' Spoonful - Summer in The City
- Frank Sinatra - Strangers in The Night
- Nancy Sinatra - These Boots Are Made For Walkin'
- Ramses Shaffy - Sammy
- Sjakie Schram - Glaasje op...Laat je Rijden
- Small Faces - All or Nothing
- Sonny & Cher - Little Man
- The Beach Boys - Sloop John B
- The Beatles – Michelle, Paperback Writer, We Can Work it Out/Daytripper, Yellow Submarine/Eleanor Rigby en Yesterday
- The Easybeats - Friday on my Mind
- The Golden Earrings - That Day
- The Hollies - Bus Stop
- The Jets - Pied Piper
- The Kinks – Dandy, Dedicated Follower of Fashion en Sunny Afternoon
- The Mamas and the Papas - Monday, Monday
- The Motions - Why Don't You Take it
- The Overlanders - Michelle
- The Rolling Stones - As Tears go by/19th Nervous Breakdown, Have You Seen Your Mother, Baby Standing in the Shadow? en Paint It Black
- The Troggs - With a Girl Like You
- The Who - Substitute

## Beeldende kunst

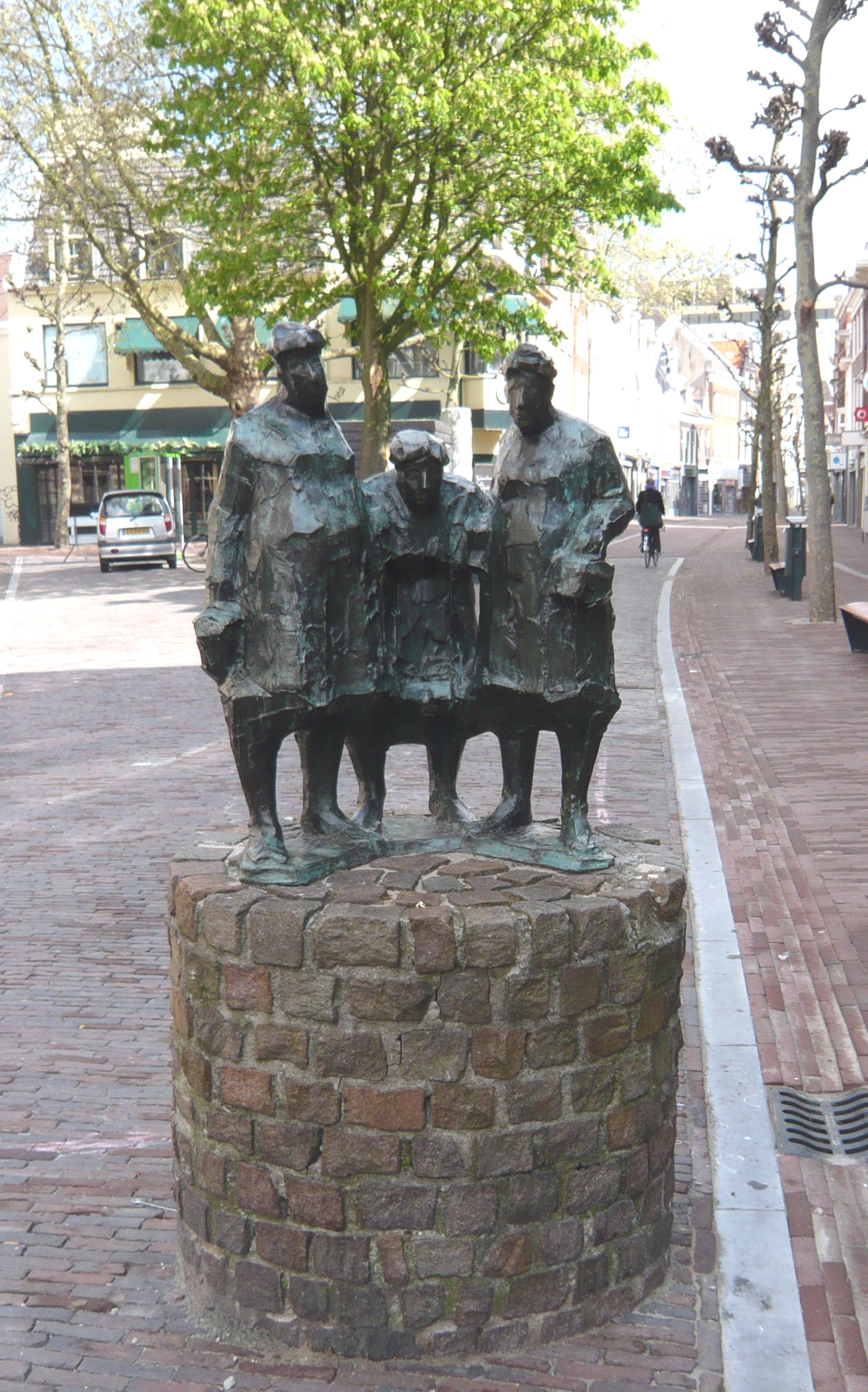
Winkelen (1966), Kees Verkade, Grote Houtstraat, Haarlem
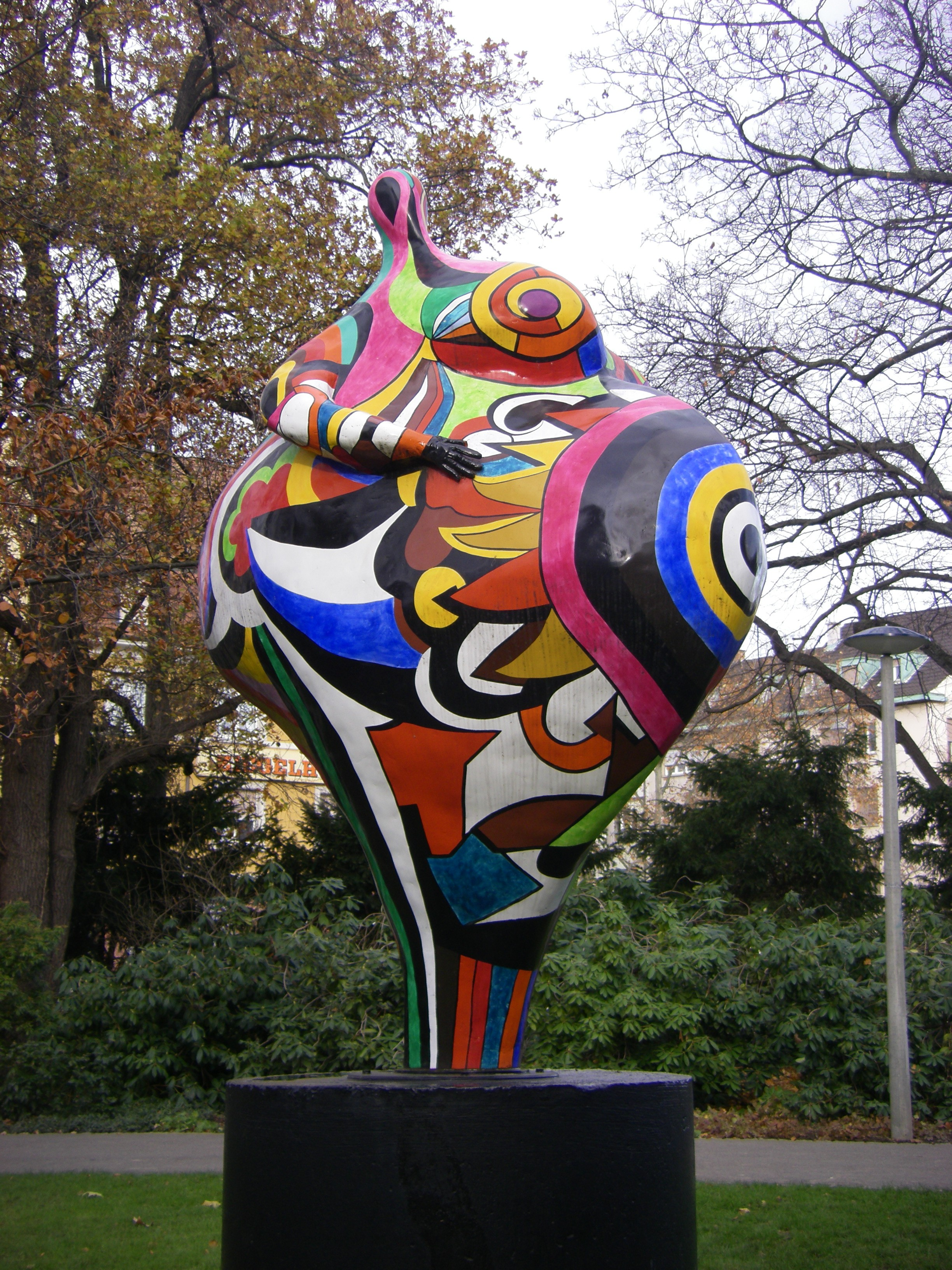
Gwendolyn (1966), Niki de Saint Phalle, Museum Tinguely, Bazel

## Bouwkunst

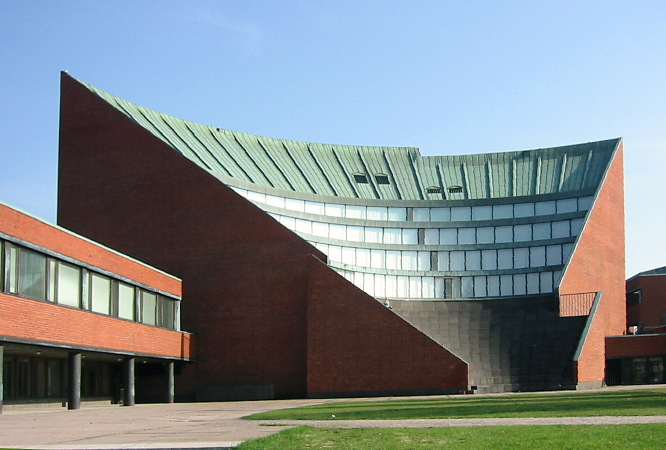
Technische Universiteit Helsinki (1966) Alvar Aalto

## Geboren

### januari

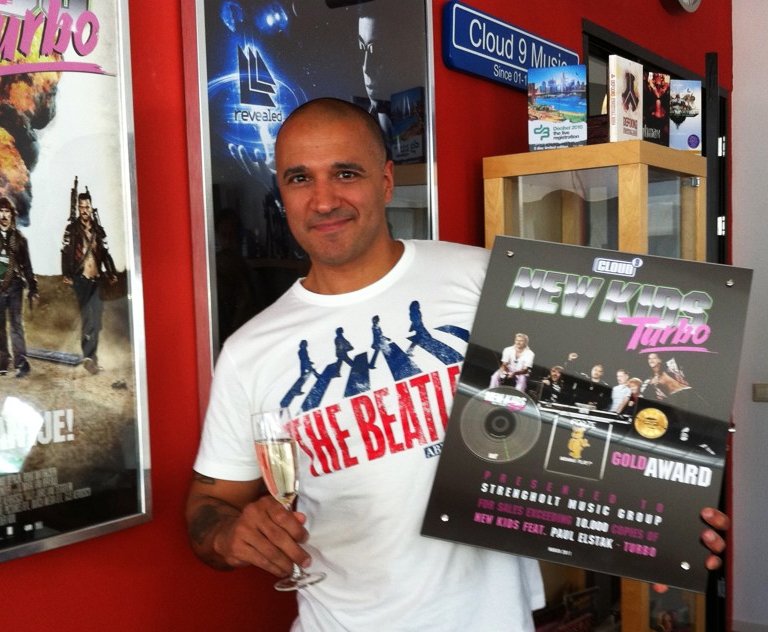
Paul Elstak,
geboren op 14 januari 1966

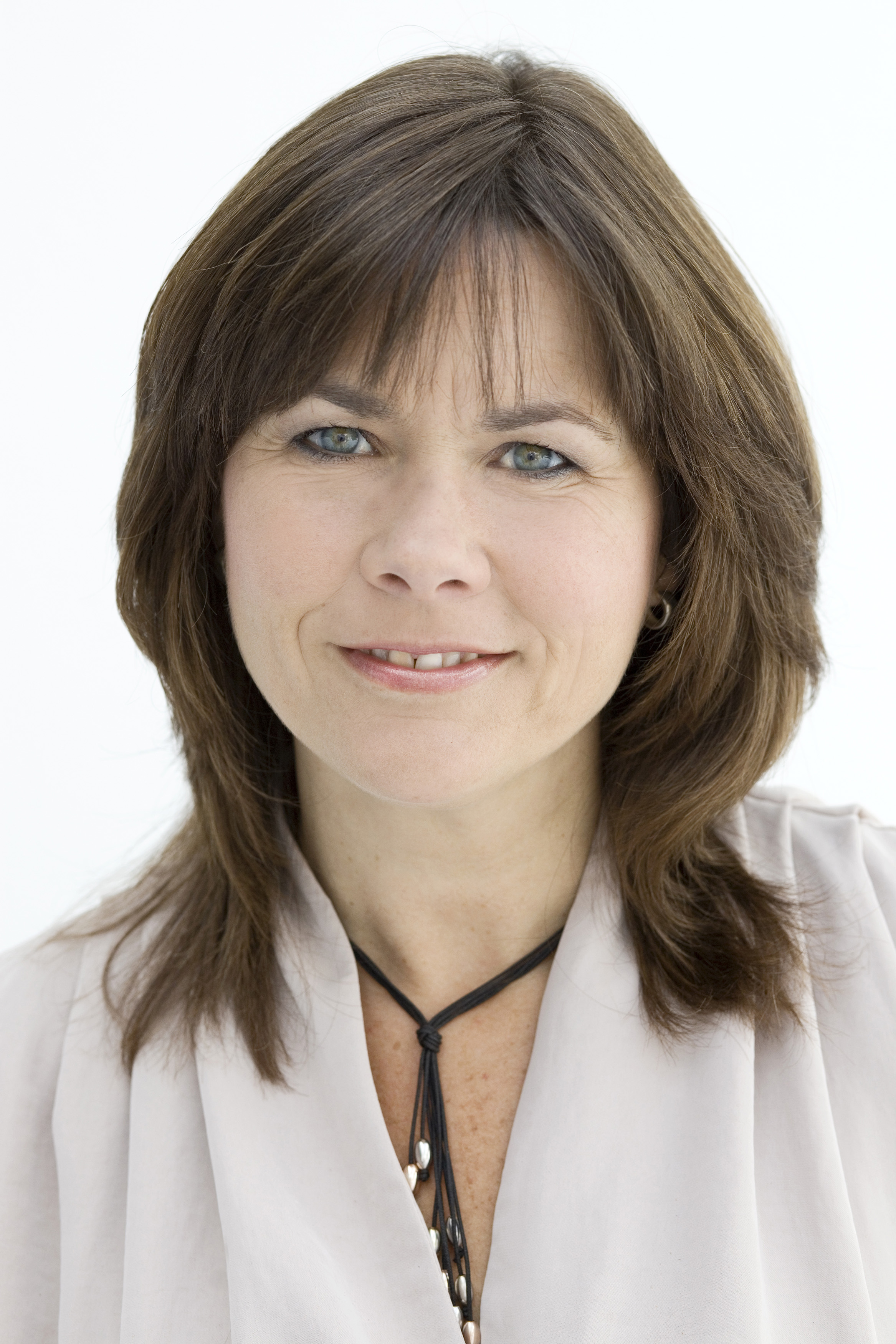
Astrid Kersseboom,
geboren op 14 januari 1966

- 1 - Nikolaj Goeljajev, Russisch schaatser
- 1 - Tuan Lam, Vietnamees-Canadees pokerspeler
- 1 - Katie Velghe, Belgisch schrijfster
- 2 - Kate Hodge, Amerikaans actrice en filmproducente
- 2 - Philippe Robrecht, Belgisch zanger
- 2 - Yuri Shulga, Oekraïens langebaanschaatser
- 3 - Frank Van Den Abeele, Belgisch wielrenner
- 4 - Mirjam Hooman-Kloppenburg, Nederlands tafeltennisster
- 4 - Christian Kern, Oostenrijks politicus
- 5 - Héctor Baldassi, Argentijns voetbalscheidsrechter
- 6 - Yvonne van Dorp, Nederlands atlete
- 6 - Jens Köppen, Oost-Duits/Duits roeier
- 6 - A.R. Rahman, Indiaas filmcomponist, multi-instrumentalist, producer en zanger
- 6 - Bart Snels, Nederlands econoom en politicus
- 6 - Carlos Weber, Argentijns volleyballer en volleybalcoach
- 7 - Jelena Betsjke, Russisch kunstschaatsster
- 7 - Josie Dew, Brits schrijfster van reisverhalen
- 8 - Roger Ljung, Zweeds voetballer
- 8 - Andrew Wood, Amerikaans muzikant (overleden 1990)
- 10 - Thiyagarajah Maheswaran, Sri Lankaans parlementslid (overleden 2008)
- 13 - Patrick Dempsey, Amerikaans acteur
- 13 - Leo Visser, Nederlands schaatser
- 14 - Paul Elstak, Nederlands muziekproducent en dj
- 14 - Astrid Kersseboom, Nederlands nieuwslezeres
- 14 - Dan Schneider, Amerikaans acteur, schrijver en producent van films en televisieseries
- 15 - Kimmo Tarkkio, Fins voetballer
- 17 - Agnes Hijman, Nederlands atlete
- 17 - Shabba Ranks, Jamaicaans zanger en muzikant
- 17 - Amy Sherman-Palladino, Amerikaans producente, regisseuse en scenarioschrijfster
- 18 - André Ribeiro, Braziliaans autocoureur (overleden 2021)
- 19 - Pieter-Jan Belder, Nederlands klavecinist, fortepianist en blokfluitist
- 19 - Floris Jan Bovelander, Nederlands hockeyer
- 19 - Stefan Edberg, Zweeds tennisser
- 19 - Aaron Slight, Nieuw-Zeelands motorcoureur
- 20 - Mylène d'Anjou, Nederlands actrice en cabaretière
- 20 - Jill Novick, Amerikaans actrice
- 20 - Rainn Wilson, Amerikaans acteur
- 21 - Harry Sinkgraven, Nederlands voetballer en voetbaltrainer
- 22 - Anja Freese, Duits actrice
- 22 - Marie-José de Groot, Nederlands roeister
- 22 - Peter van Onna, Nederlands componist
- 23 - Maria Guida, Italiaans atlete
- 23 - Osamu Miyazaki, Japans motorcoureur
- 24 - Julie Dreyfus, Frans actrice
- 24 - Michael Forgeron, Canadees roeier
- 24 - Mark Quashie (The Mad Stuntman), Trinidads-Amerikaans muzikant en zanger
- 24 - Karin Viard, Frans actrice
- 25 - Kristina Mundt, Duits roeister
- 25 - Bruce Murray, Amerikaans voetballer
- 27 - Stefan Hulman, Nederlands burgemeester
- 27 - Tamlyn Tomita, Japans-Amerikaans actrice
- 28 - Gert Abma, Nederlands voetballer
- 28 - Andrea Berg, Duits schlagerzangeres
- 28 - Ben Debognies, Belgisch atleet
- 28 - Ellen Evers, Nederlands musicalactrice
- 28 - Joris Linssen, Nederlands entertainer, zanger, regisseur en presentator
- 29 - Romario, Braziliaans voetballer
- 30 - Thomas McCarthy, Amerikaans acteur, filmregisseur, filmproducent en scenarioschrijver
- 31 - Rolf Järmann, Zwitsers wielrenner
- 31 - JJ Lehto, Fins autocoureur
- 31 - Müller, Braziliaans voetballer
- 31 - Rob Ronalds, Nederlandse zanger

### februari

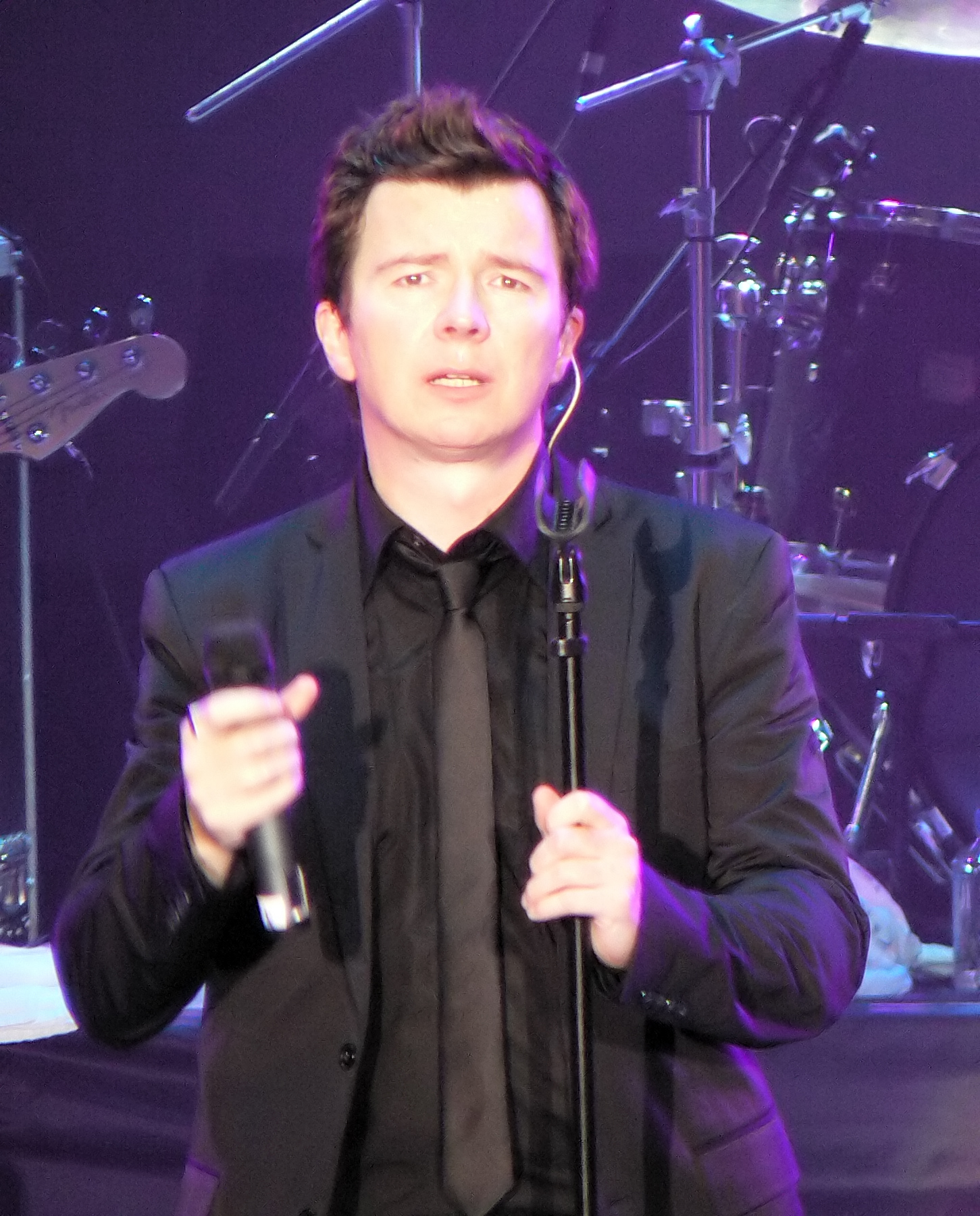
Rick Astley,
geboren op 6 februari 1966

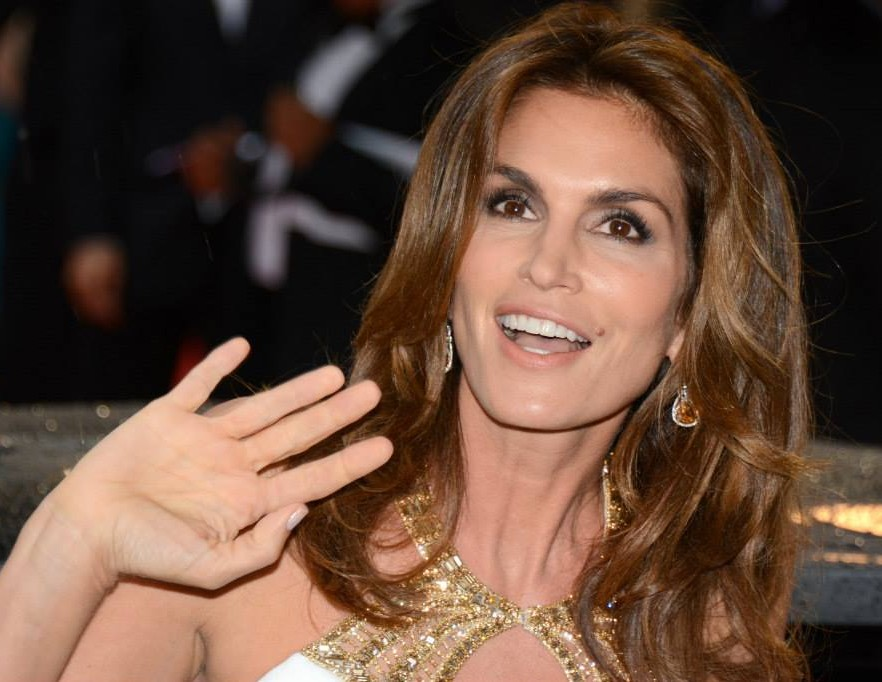
Cindy Crawford,
geboren op 20 februari 1966

- 1 - Michelle Akers, Amerikaans voetbalster
- 1 - Paul Dalla Lana, Canadees ondernemer en autocoureur
- 1 - Laurent Garnier, Frans techno-dj en producer
- 1 - Rob Lee, Engels voetballer
- 1 - Jelena Nikolajeva, Russisch atlete
- 1 - Ariane Schluter, Nederlands actrice
- 1 - Kyros Vassaras, Grieks voetbalscheidsrechter
- 2 - Billy Boat, Amerikaans autocoureur
- 2 - Andrej Tsjesnokov, Russisch tennisser
- 4 - Niels Henriksen, Deens roeier
- 4 - Vjatsjeslav Jekimov, Russisch wielrenner
- 6 - Rick Astley, Engels singer-songwriter
- 6 - Hubert Bruls, Nederlands politicus en bestuurder
- 7 - Marc Dollendorf, Belgisch atleet
- 7 - Kristin Otto, Oost-Duits zwemster
- 7 - Luketz Swartbooi, Namibisch atleet
- 8 - Dmitri Konysjev, Russisch wielrenner
- 8 - Bruno Labbadia, Duits voetballer en voetbalcoach
- 8 - Christo Stoitsjkov, Bulgaars voetballer
- 9 - Ellen van Langen, Nederlands atlete
- 10 - Andrea Silenzi, Italiaans voetballer
- 12 - Jeroen Fischer, Belgisch atleet
- 13 - Marieke van Doorninck, Nederlands politica
- 13 - Neal McDonough, Amerikaans acteur
- 14 - Taco van den Honert, Nederlands hockeyer en hockeycoach
- 15 - Stephen Ackles, Noors zanger, pianist, songwriter en acteur (overleden 2023)
- 15 - Roman Kosecki, Pools voetballer en politicus
- 16 - Peter Neustädter, Duits-Kazachs voetballer en trainer
- 18 - Stijn Aerden, Nederlands schrijver en journalist
- 18 - Bart FM Droog, Nederlands dichter
- 18 - Lousewies van der Laan, Nederlands politica (D66)
- 19 - Miroslav Đukić, Servisch voetballer en voetbalcoach
- 19 - Paul Haarhuis, Nederlands tennisser
- 19 - Enzo Scifo, Belgisch voetballer
- 20 - Cindy Crawford, Amerikaans model en actrice
- 20 - Stijn Fens, Nederlands journalist en Vaticaankenner
- 20 - Dennis Mitchell, Amerikaans atleet
- 22 - Rachel Dratch, Amerikaans actrice en comédienne
- 22 - Thorsten Kaye, Brits-Duits acteur
- 22 - Patricia Libregts, Nederlands waterpoloster
- 24 - Risa Hontiveros, Filipijns activist, journalist en politicus
- 24 - Ben Miller, Brits acteur
- 24 - Billy Zane, Amerikaans acteur
- 25 - Alexis Denisof, Amerikaans acteur
- 25 - Marc Emmers, Belgisch voetballer
- 25 - Téa Leoni, Amerikaans actrice
- 25 - Ioana Olteanu, Roemeens roeister
- 27 - Afshin Ellian, Iraans-Nederlands rechtsgeleerde en commentator
- 27 - Deidre Holland, Nederlands pornoactrice
- 28 - Paulo Futre, Portugees voetballer

### maart

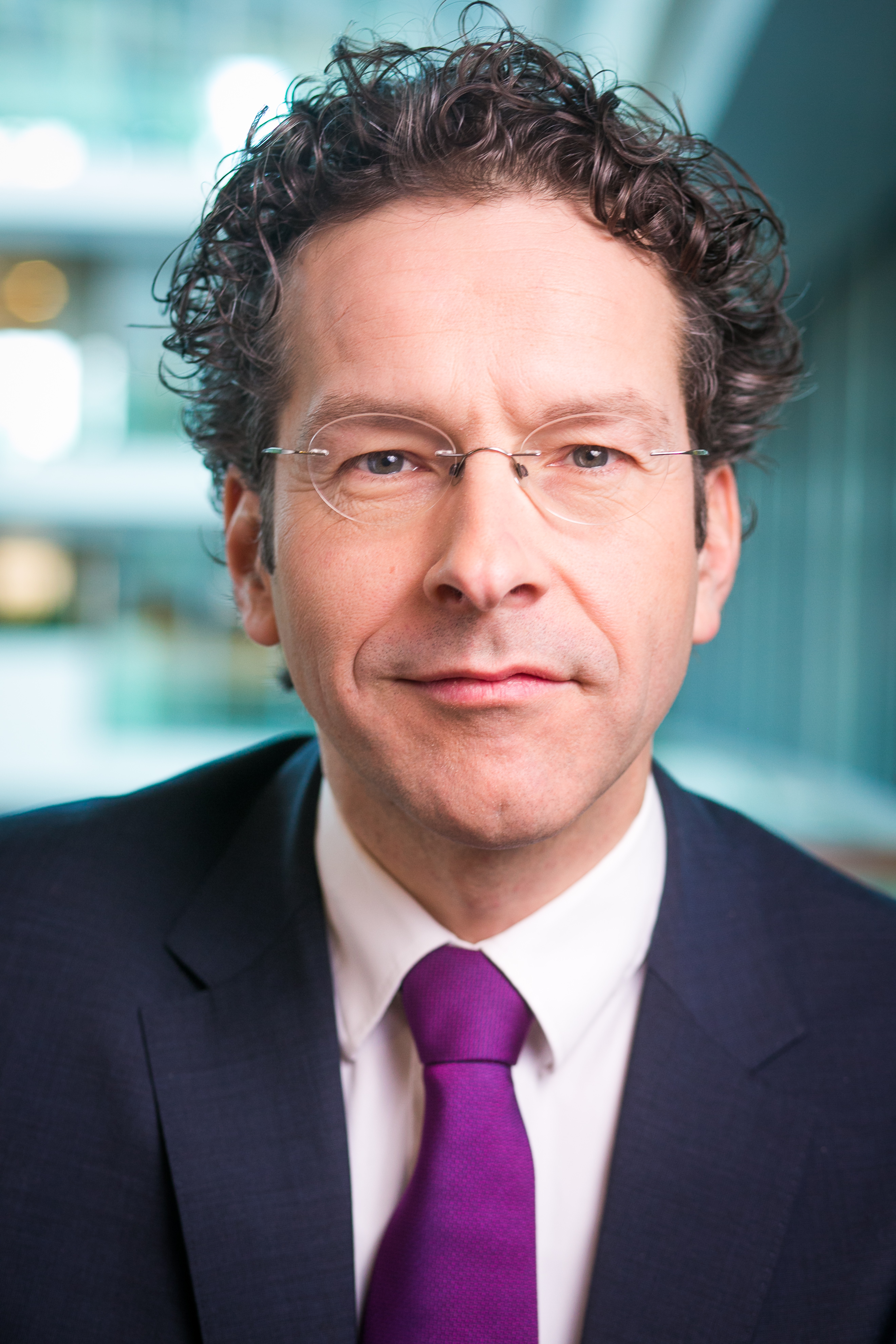
Jeroen Dijsselbloem,
geboren op 29 maart 1966

- 1 - Susan Auch, Canadees schaatsster
- 1 - Tibor Balog, Hongaars voetballer en voetbaltrainer
- 1 - Laurent Broothaerts, Belgisch atleet
- 1 - JD Cullum, Amerikaans acteur
- 1 - Zack Snyder, Amerikaans filmregisseur
- 2 - Andy Hirsch, Amerikaans acteur en filmproducent
- 2 - Judith Wiesner, Oostenrijks tennisster
- 3 - Sonny Kertoidjojo, Surinaams politicus
- 3 - Michail Misjoestin, Russisch econoom en politicus; premier sinds 2020
- 3 - Heidi Swedberg, Amerikaans actrice
- 4 - Emese Hunyady, Oostenrijks-Hongaars schaatsster
- 4 - Wash Westmoreland, Engels filmregisseur, scenarioschrijver en filmproducent
- 5 - Mario De Clercq, Belgisch veldrijder
- 5 -  Patrick French, Brits geschiedkundige en schrijver (overleden 2023)
- 6 - Alan Davies, Engels komiek en acteur
- 7 - Ludwig Kögl, Duits voetballer
- 8 - Hermine Deurloo, Nederlands  mondharmonicaspeelster en saxofoniste
- 9 - Giorgio Furlan, Italiaans wielrenner
- 10 - Edie Brickell, Amerikaans zangeres en singer-songwriter
- 10 - Stephen Mailer, Amerikaans acteur
- 11 - Stéphane Demol, Belgisch voetballer (overleden 2023)
- 11 - Beatriz Ferrer-Salat, Spaans amazone
- 12 - Celio Roncancio, Colombiaans wielrenner (overleden 2014)
- 13 - Chico Science, Braziliaans zanger en componist
- 14 - Elise Neal, Amerikaans actrice
- 14 - Jean-Philippe Stassen, Belgisch striptekenaar en scenarioschrijver
- 15 - Cas Anvar, Canadees (stem)acteur en scenarioschrijver
- 15 - Mervyn King, Engels darter
- 16 - David Nascimento, Portugees-Nederlands voetballer
- 17 - José Garcia, Frans acteur
- 17 - Sibbele, Nederlands zanger (overleden 2012)
- 18 - Ton Caanen, Nederlands voetbalcoach
- 18 - Irina Chabarova, Russisch atlete
- 18 - Troy Kemp, Bahamaans atleet
- 18 - Eelkje Tuma, Nederlands schrijfster
- 18 - Anne Will, Duits journaliste
- 19 - Philippe Remarque, Nederlands journalist; 2010-2019 hoofdredacteur van de Volkskrant
- 21 - Benito Archundia, Mexicaans voetbalscheidsrechter
- 21 - Emiel Mellaard, Nederlands atleet
- 22 - Terry Borcheller, Amerikaans autocoureur
- 22 - Pia Cayetano, Filipijns senator
- 22 - Hans Kelderman, Nederlands roeier
- 22 - Frank Klawonn, Duits roeier
- 22 - António Pinto, Portugees atleet
- 22 - Max Richter, Brits componist en pianist
- 23 - Anita Donk, Nederlands actrice
- 23 - Marin Hinkle, Amerikaans actrice
- 23 - Johan Krajenbrink, Nederlands dammer
- 23 - Gijs Staverman, Nederlands radio- en televisiepresentator
- 24 - Nick Descamps, Belgisch voetballer
- 24 - Floyd Heard, Amerikaans atleet
- 24 - Erling Jevne, Noors langlaufer
- 24 - DJ Jose, Nederlands dj en muziekproducent
- 25 - Jeff Healey, Canadees blues- en jazzgitarist (overleden 2008)
- 25 - Tatjana Patitz, Duits model (overleden 2023)
- 25 - Remig Stumpf, Duits wielrenner (overleden 2019)
- 26 - Michael Imperioli, Amerikaans acteur
- 26 - Helena Javornik, Sloveens atlete
- 27 - Ramiro Castillo, Boliviaans voetballer (overleden 1997)
- 27 - Paula Trickey, Amerikaans actrice
- 28  - Franck Passi, Frans voetballer en voetbaltrainer
- 28 - Olga Romanova, Russisch journaliste en mensenrechtenactiviste
- 29 - Gijs Assmann, Nederlands kunstschilder en beeldhouwer
- 29 - Inge de Bie, Nederlands kinderboekenschrijfster
- 29 - Jeroen Dijsselbloem, Nederlands politicus (PvdA)
- 31 - Roger Black, Brits atleet
- 31 - Tommy Werner, Zweeds zwemmer

### april

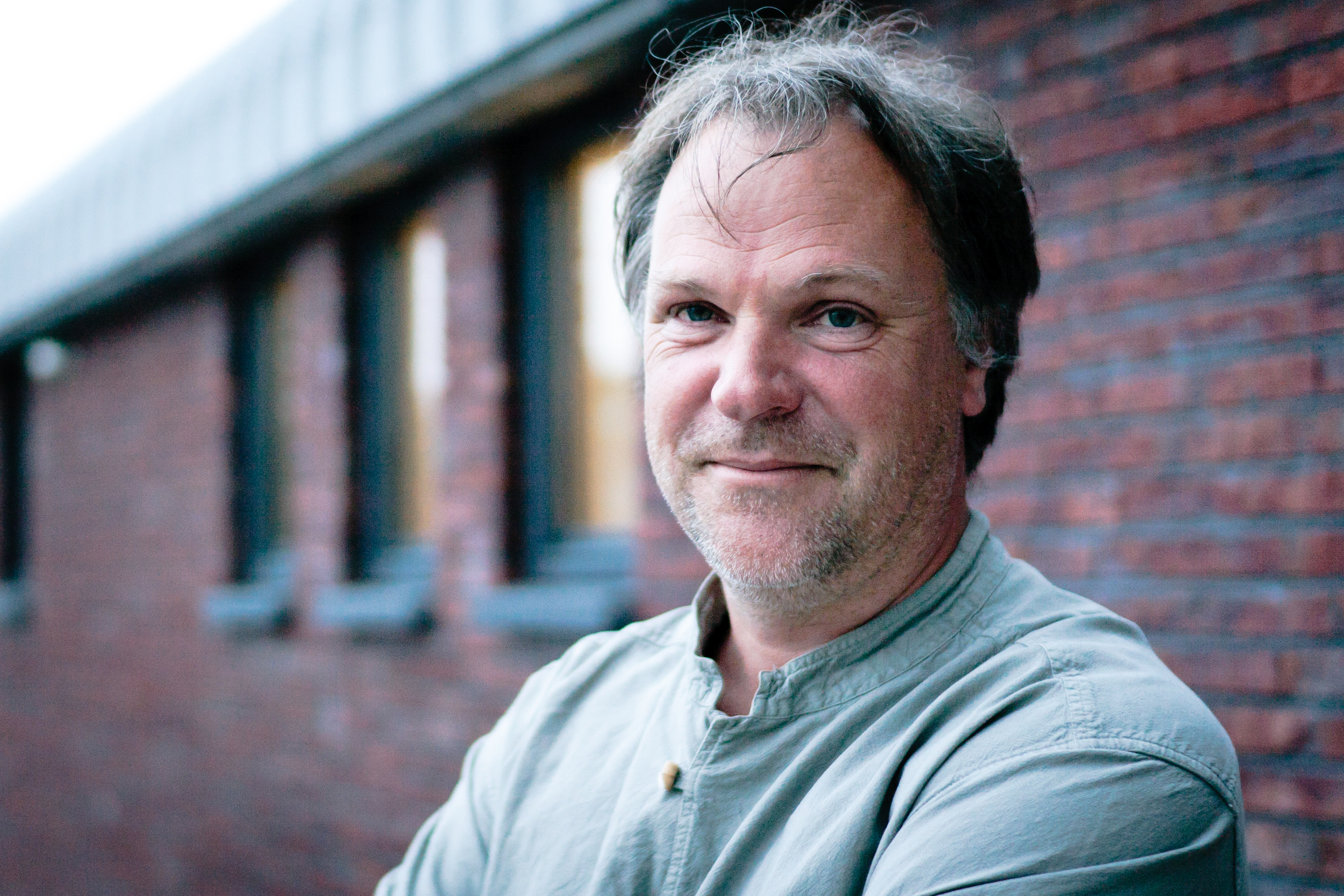
Hans Spekman,
geboren op 6 april 1966

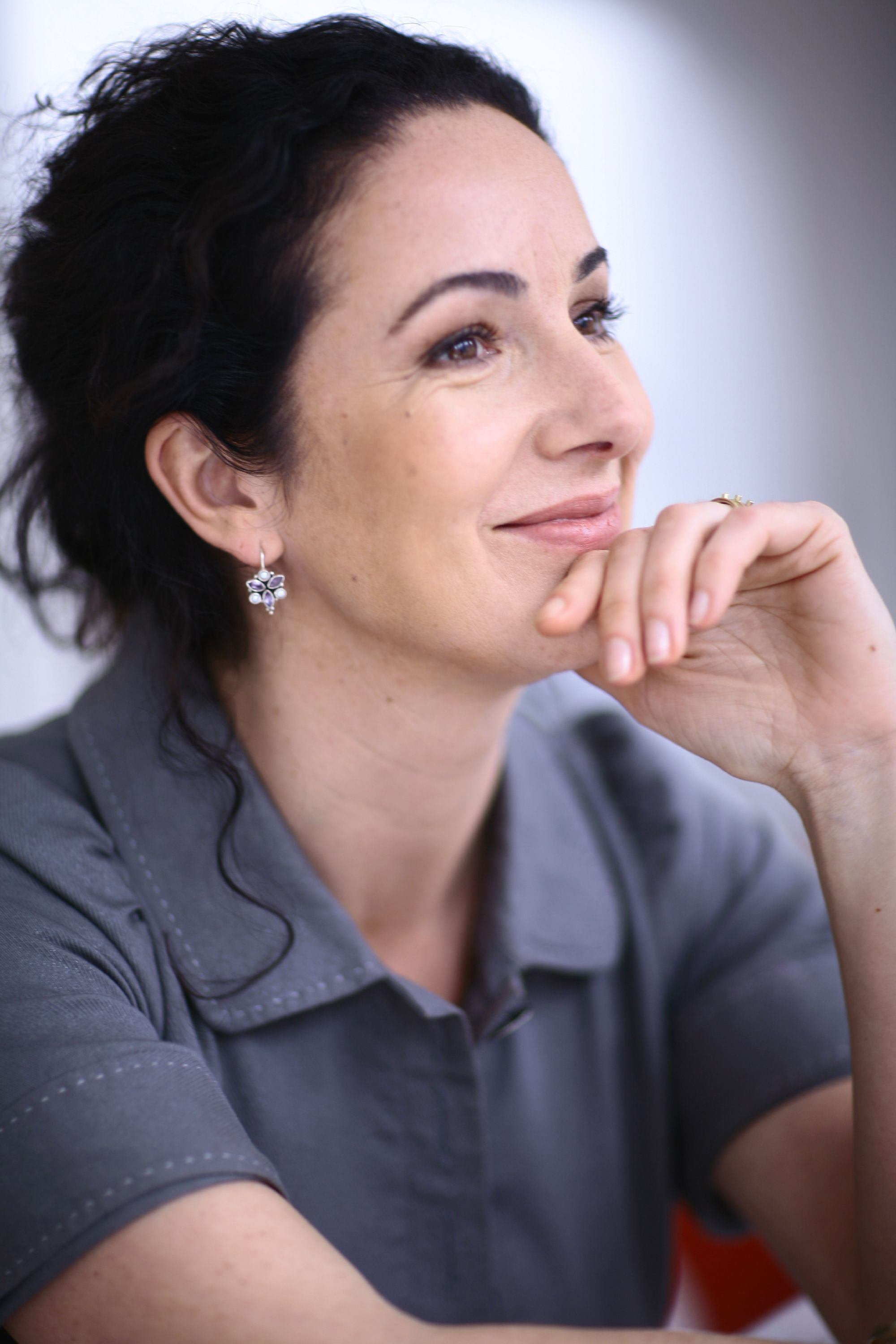
Femke Halsema,
geboren op 25 april 1966

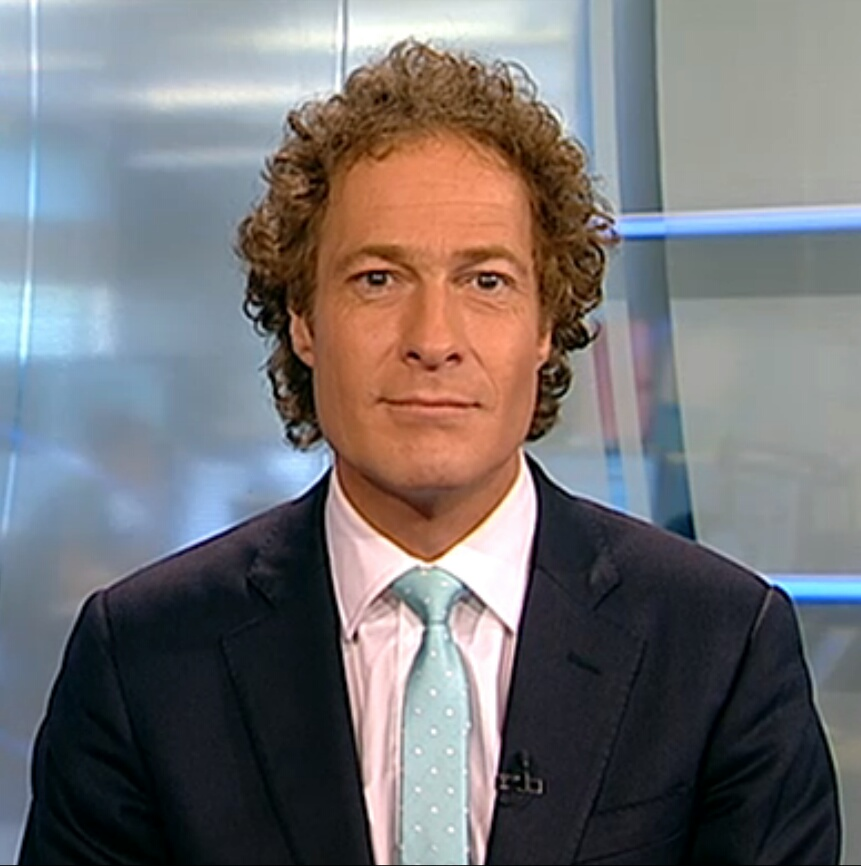
Jeroen Overbeek,
geboren op 25 april 1966

- 1 - Arno Visser, Nederlands politicus (VVD); president van de Algemene Rekenkamer
- 2 - Myra Koomen, Nederlands  politica en woordvoerdster
- 2 - Teddy Sheringham, Engels voetballer
- 3 - Rémi Garde, Frans voetballer en voetbalcoach
- 4 - Finn Christian Jagge, Noors alpineskiër (overleden 2020)
- 6 - Hans Spekman, Nederlands politicus (PvdA)
- 6 - Liesbeth Spies, Nederlands politica en burgemeester
- 8 - Mark Blundell, Brits autocoureur
- 8 - Melchor Mauri, Spaans wielrenner
- 8 - Robin Wright, Amerikaans actrice
- 9 - Thomas Doll, Duits voetballer en voetbaltrainer
- 9 - Hennie Dompeling, Nederlands kleiduivenschutter (overleden 2023)
- 9 - Cynthia Nixon, Amerikaans actrice
- 9 - Chris Scharmin, Belgisch wielrenner
- 10 - Brad William Henke, Amerikaans acteur (overleden 2022)
- 10 - Fien Sabbe, Vlaams radio- en tv-presentatrice
- 11 - Steve Bullock, Amerikaans Democratisch politicus
- 11 - Lisa Stansfield, Brits zangeres
- 11 - Peter Stöger, Oostenrijks voetballer en voetbalcoach
- 12 - Bruno Coué, Frans voetbalscheidsrechter
- 12 - Adriana Samuel, Braziliaans volleyballer en beachvolleyballer
- 13 - Ivo Basay, Chileens voetballer en voetbalcoach
- 13 - Johan Verbist, Belgisch voetbalscheidsrechter
- 14 - Bart de Ruiter, Nederlands bassist en kleinkunstenaar
- 15 - Samantha Fox, Brits model en zangeres
- 15 - Tom Soehn, Amerikaans voetballer en voetbalcoach
- 16 - Shamsul Maidin, Singaporees voetbalscheidsrechter
- 16 - Bruno Rangel, Braziliaans darter
- 18 - Trine Hattestad, Noors atlete
- 19 - Daan Luijkx, Nederlands wielrenner
- 19 - Wim Swerts, Belgisch stripauteur
- 20 - Dennis Tilburg, Nederlands atleet
- 22 - Henrik Djernis, Deens mountainbiker en veldrijder
- 22 - Jörgen Persson, Zweeds tafeltennisser
- 24 - Alessandro Costacurta, Italiaans voetballer
- 25 - Mustafa Yücedağ, Turks-Nederlands voetballer (overleden 2020)
- 25 - Femke Halsema, Nederlands politica en columniste
- 25 - Jolanda Linschooten, Nederlands beroepsavonturier, ultraloopster, schrijfster en fotograaf
- 25 - Jeroen Overbeek, Nederlands journalist
- 25 - Rubén Sosa, Uruguayaans voetballer
- 26 - Tom Goovaerts, Belgisch cartoonist en illustrator
- 26 - Andrea Temesvári, Hongaars tennisster
- 27 - Azamat Abdoeraimov, Oezbeeks voetballer en trainer
- 27 - Roger de Groot, Nederlands politicus (CDA)
- 28 - Jean-Luc Crétier, Frans alpineskiër
- 28 - John Daly, Amerikaans golfspeler
- 28 - Ali-Reza Pahlavi, Iraans prins (overleden 2011)
- 28 - Too Short, Amerikaans rapper

### mei

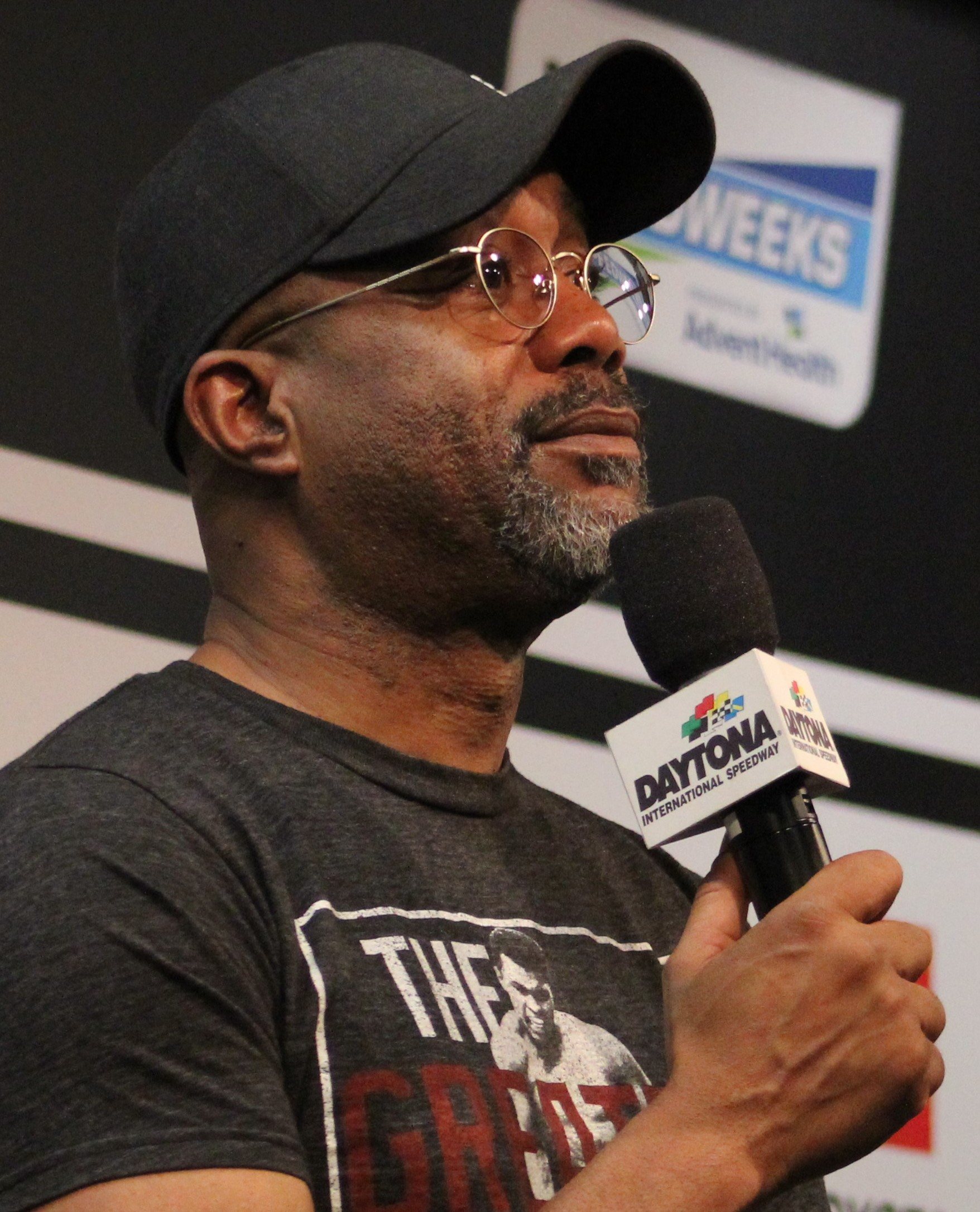
Darius Rucker,
geboren op 13 mei 1966

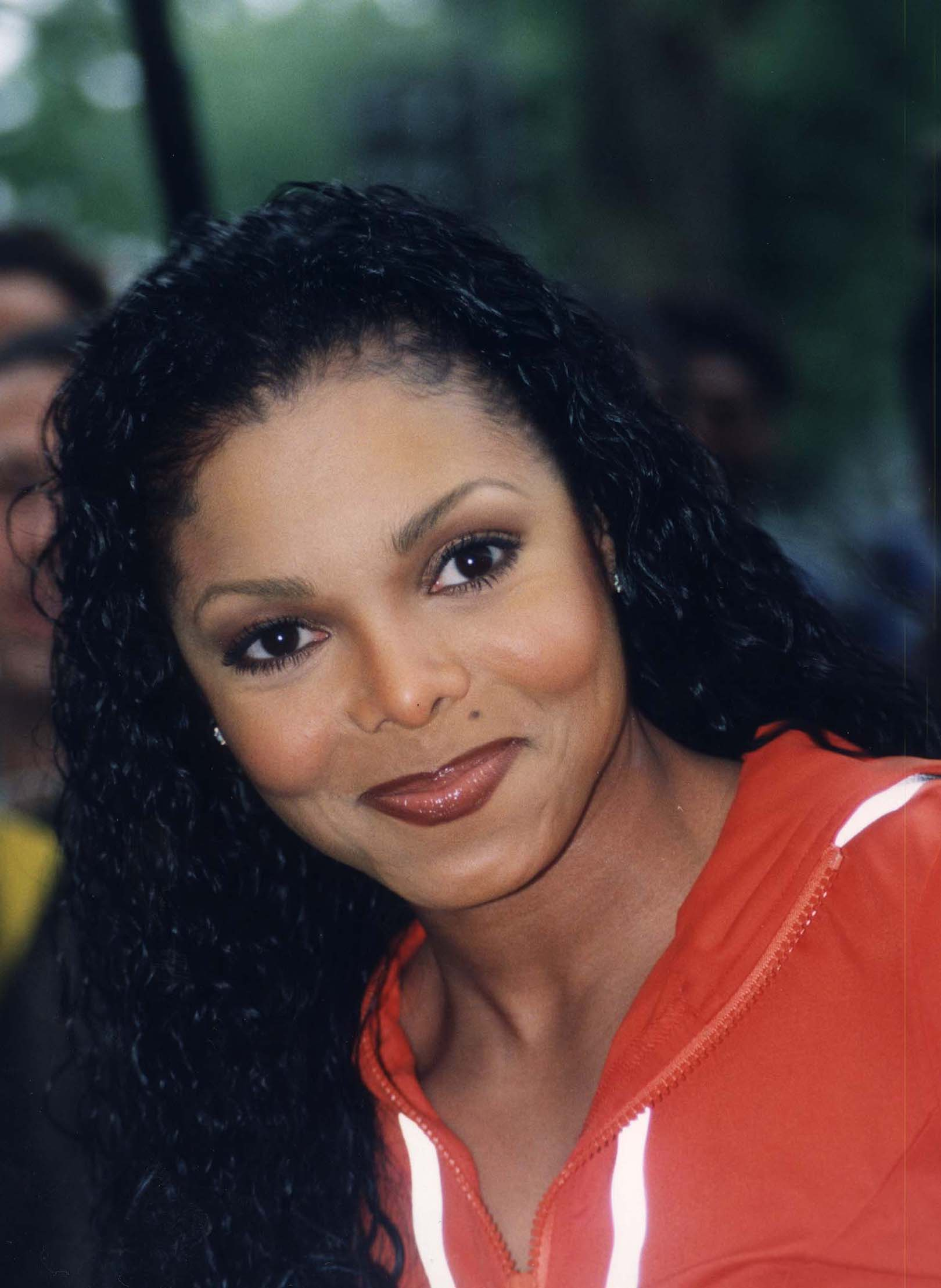
Janet Jackson,
geboren op 16 mei 1966

- 1 - Mathijs Bouman, Nederlands econoom en journalist
- 1 - Zbigniew Piątek, Pools wielrenner
- 1 - Peter Van Den Abeele, Belgisch veldrijder en mountainbiker
- 5 - Tomáš Stúpala, Slowaaks voetballer
- 6 - Rob Voerman, Nederlands graficus, beeldhouwer en installatiekunstenaar
- 7 - Jes Høgh, Deens voetballer
- 7 - Fred Leusink, Nederlands voetballer
- 7 - Rob Reekers, Nederlands voetballer
- 7 - Andrea Tafi, Italiaans wielrenner
- 8 - Olena Demjanenko, Oekraïens filmregisseur, filmproducent en scenarioschrijver
- 9 - Roland Koopman, Nederlands televisiepresentator
- 9 - Marco Pascolo, Zwitsers voetballer
- 10 - Imelda Chiappa, Italiaans wielrenster
- 10 - Jonathan Edwards, Brits atleet
- 12 - Stephen Baldwin, Amerikaans acteur
- 12 - Stefano Cassarà, Italiaans voetbalscheidsrechter
- 12 - Bebel Gilberto, Amerikaans-Braziliaans zangeres
- 13 - David Angelico Nicholas Gooden, Brits technoproducer, bekend als Dave Angel
- 13 - Darius Rucker, Amerikaans zanger
- 15 - Ézio, Braziliaans voetballer (overleden 2011)
- 15 - Hans Verheijen, Nederlands burgemeester
- 16 - Janet Jackson, Amerikaans zangeres
- 17 - Hill Harper, Amerikaans acteur
- 17 - Henrik Larsen, Deens voetballer
- 18 - Bent Skammelsrud, Noors voetballer
- 19 - Polly Walker, Engels actrice
- 20 - Liselotte Neumann, Zweeds golfster
- 20 - Barbara Visser, Nederlands beeldend kunstenares
- 21 - Lisa Edelstein, Amerikaans actrice
- 21 - Andrzej Lesiak, Pools voetballer en voetbalcoach
- 21 - Daria Nauer, Zwitsers atlete
- 21 - François Omam-Biyik, Kameroens voetballer
- 22 - Francisco Blake Mora, Mexicaans politicus (overleden 2011)
- 22 - Kevin Curtain, Australisch motorcoureur
- 22 - Wang Xiaoshuai, Chinees filmregisseur en acteur
- 23 - Ernst-Paul Hasselbach, Nederlands journalist en televisiepresentator (overleden 2008)
- 24 - Éric Cantona, Frans voetballer
- 24 - Janne Lindberg, Fins voetballer en voetbalcoach
- 25 - Laurentien Brinkhorst, echtgenote van prins Constantijn
- 26 - Helena Bonham Carter, Engels filmactrice
- 26 - Zola Budd, Zuid-Afrikaans-Brits atlete
- 28 - Ashley Laurence, Amerikaans actrice
- 28 - Lieven Vandenhaute, Belgisch radio- en televisiemaker
- 30 - John van den Akker, Nederlands wielrenner
- 30 - Tom Cordes, Nederlands wielrenner
- 31 - Kristien Bonneure, Belgisch journaliste en nieuwslezeres
- 31 - Jessica Monroe, Canadees roeier

### juni

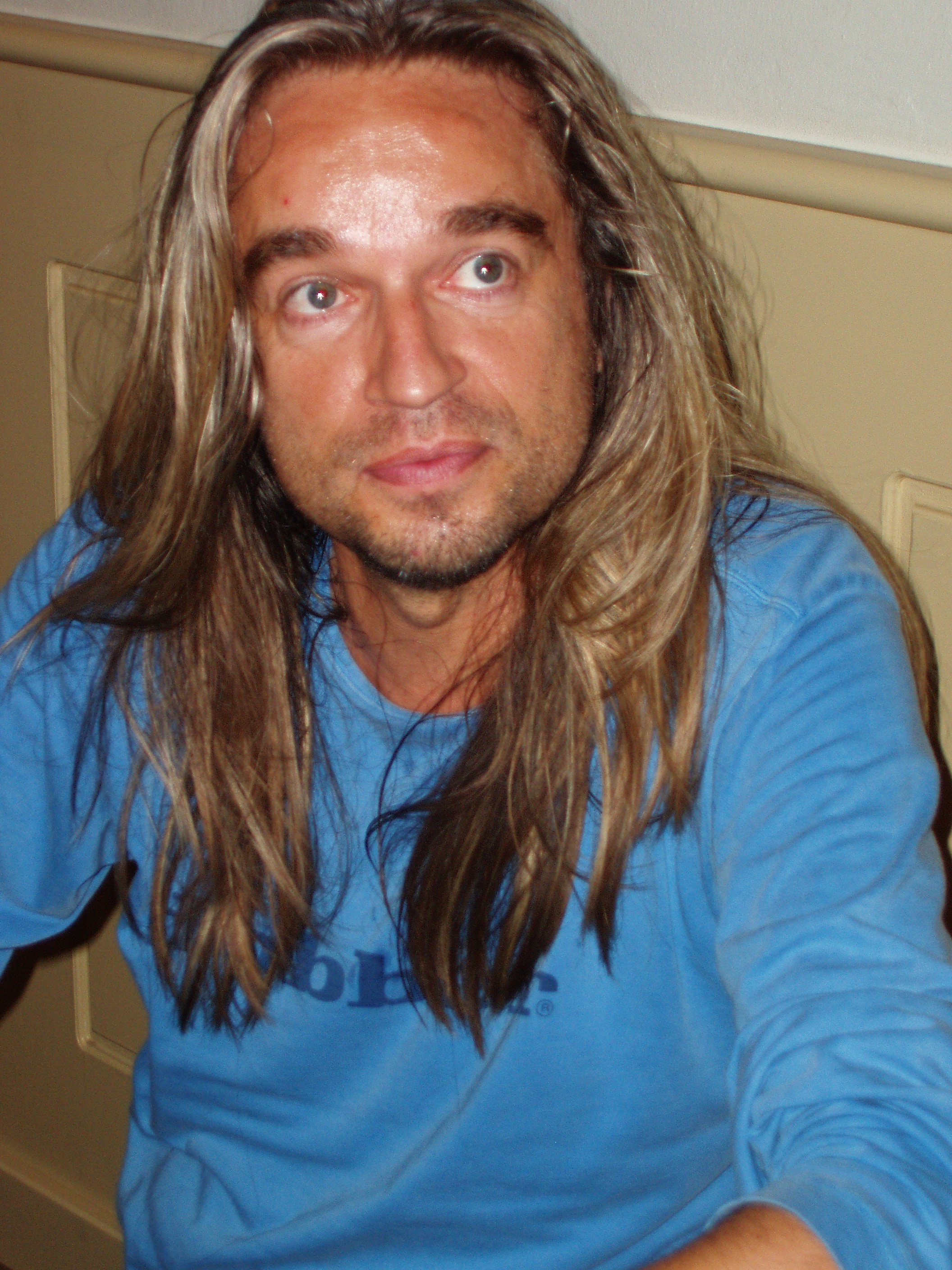
Jan Vayne,
geboren op 9 juni 1966

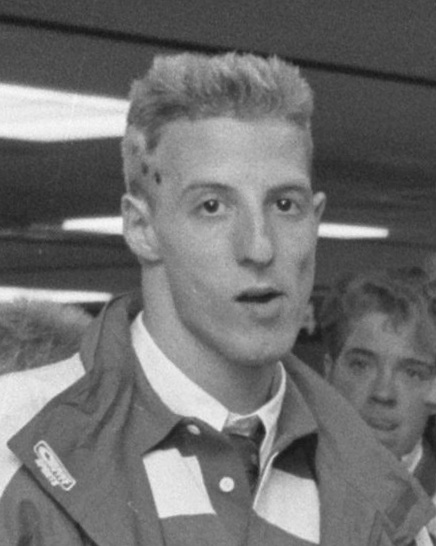
Ron Dekker,
geboren op 30 juni 1966

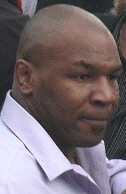
Mike Tyson,
geboren op 30 juni 1966

- 1 - Mauricio Soria, Boliviaans voetballer en voetbalcoach
- 2 - Åsa Jakobsson, Zweeds voetbalster
- 2 - Petra van Staveren, Nederlands zwemster
- 4 - Cecilia Bartoli, Italiaans mezzosopraan
- 4 - Fouad Sidali, Nederlands-Marokkaans politicus
- 6 - Faure Eyadéma, Togolees president
- 6 - Patrick Eyk, Nederlands wielrenner (overleden 2019)
- 6 - Fernando Kanapkis, Uruguayaans voetballer
- 7 - Paul Koch, Luxemburgs voetballer
- 7 - Fons Merkies, Nederlands componist
- 9 - Jan Vayne, Nederlands pianist
- 10 - Filiz Hoesmenova, Bulgaars politica
- 10 - David Platt, Engels voetballer
- 11 - Tiffany Cohen, Amerikaans zwemster
- 11 - Gary Kwok, Canadees autocoureur
- 12 - Albeiro Usuriaga, Colombiaans voetballer (overleden 2004)
- 12 - Jurgen Verstrepen, Belgisch radio- en televisiepresentator en politicus
- 13 - Grigori Perelman, Russisch wiskundige
- 14 - Stefan Huber, Zwitsers voetbaldoelman
- 14 - Byron Tenorio, Ecuadoraans voetballer
- 14 - Otti Van der Werf, Belgisch bassist
- 15 - Idalis DeLeon, Amerikaans actrice, zangeres en vj
- 15 - Alain Gouaméné, Ivoriaans voetballer en voetbalcoach
- 15 - Syb van der Ploeg, Nederlands zanger
- 16 - Randy Barnes, Amerikaans atleet
- 16 - Jan Železný, Tsjecho-Slowaaks/Tsjechisch atleet
- 17 - Christy Canyon, Amerikaans pornoactrice
- 17 - Marc De Hous, Belgisch tennistrainer
- 17 - Jason Patric, Amerikaans acteur
- 18 - Kurt Browning, Canadees figuurschaatser
- 18 - Oleksii Reznikov, Oekraïens advocaat en politicus
- 19 - Slamet Gundono, Indonesisch wajangpoppenspeler (overleden 2014)
- 19 - Elijah Lagat, Keniaans atleet
- 19 - Silje Nergaard, Noors jazz-zangeres
- 21 - Lucas Alcaraz, Spaans voetbaltrainer
- 21 - Luca Gelfi, Italiaans wielrenner (overleden 2009)
- 21 - Beate Schramm, Duits roeister
- 21 - Pierre Thorsson, Zweeds handballer
- 22 - Michael Park, Brits rallynavigator (overleden 2005)
- 22 - Emmanuelle Seigner, Frans model, actrice en zangeres
- 22 - Christine Toonstra, Nederlands atlete
- 22 - Dean Woods, Australisch wielrenner (overleden (2022)
- 23 - Chantal Daucourt, Zwitsers mountainbikester
- 24 - Luc Bernaert, Belgisch atleet
- 24 - Hope Sandoval, Amerikaans zangeres (Mazzy Star)
- 24 - Adrienne Shelly, Amerikaans actrice, regisseuse en scenarioschrijfster (overleden 2006)
- 25 - Dikembe Mutombo, Congolees-Amerikaans basketbalspeler (overleden 2024)
- 26 - Dany Boon, Frans acteur en komiek
- 26 - Tom Henning Øvrebø, Noors voetbalscheidsrechter
- 27 - J.J. Abrams, Amerikaans scenarioschrijver, producent en acteur
- 27 - Aigars Kalvītis, minister-president van Letland
- 28 - Bobby Bare jr., Amerikaans zanger, songwriter en producer
- 28 - John Cusack, Amerikaans acteur
- 28 - Åsa Larsson, Zweeds schrijfster
- 29 - John Part, Canadees darter
- 30 - Andrej Abdoevalijev, Tadzjieks-Oezbeeks atleet
- 30 - Ron Dekker, Nederlands zwemmer
- 30 - Mike Tyson, Amerikaans bokser
- 30 - Herna Verhagen, Nederlands bestuurder (ceo PostNL)

### juli

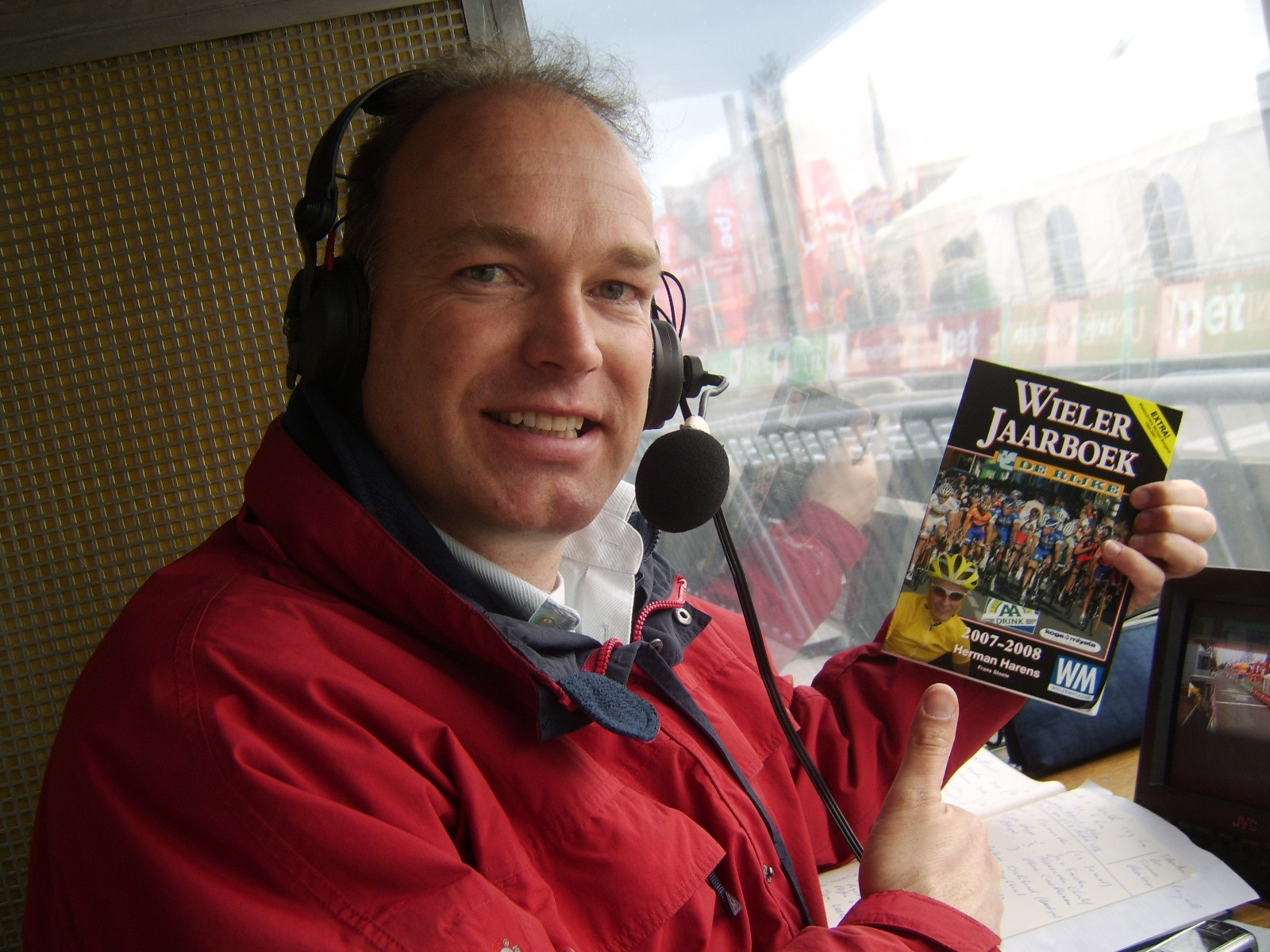
Herbert Dijkstra,
geboren op 13 juli 1966

- 1 - Frank De Bleeckere, Belgisch voetbalscheidsrechter
- 1 - Carly Wijs, Nederlands actrice
- 2 - Dave Parsons, Brits bassist (Bush)
- 3 - Daniel Plaza, Spaans atleet
- 5 - Evgeny Zelenov, Russisch autocoureur
- 7 - Henk Fraser, Nederlands voetballer en voetbaltrainer
- 7 - Khamis al-Obeidi, Iraaks advocaat (overleden 2006)
- 9 - Heléna Barócsi, Hongaars atlete
- 9 - Amélie Nothomb, Belgisch Franstalig schrijfster
- 11 - Mel Appleby, Brits zangeres (duo Mel & Kim) (overleden 1990)
- 11 - Johnny Hansen, Deens voetballer
- 12 - Fons Borginon, Belgisch jurist en politicus
- 12 - Ingrid van Engelshoven, Nederlands politica
- 13 - Herbert Dijkstra, Nederlands sportverslaggever en marathonschaatser
- 13 - Gerald Levert, Amerikaans zanger (overleden 2006)
- 14 - Owen Coyle, Iers voetballer en voetbalcoach
- 14 - Matthew Fox, Amerikaans acteur
- 14 - Katja Thater, Duits pokerspeler
- 14 - Ralf Waldmann, Duits motorcoureur (overleden 2018)
- 15 - Irène Jacob, Zwitsers actrice
- 15 - Floor van Lamoen, Nederlands atleet
- 17 - Lou Barlow, Amerikaans muzikant
- 18 - Dan O'Brien, Amerikaans atleet
- 20 - Andreas Krieger, Duits kogelstoter
- 20 - Enrique Peña Nieto, Mexicaans president
- 21 - Arija Bareikis, Amerikaans actrice
- 21 - Phil Hayes, Brits acteur en muzikant
- 21 - Ragnar Rasmussen, Noors dirigent
- 21 - Woeser, Chinees-Tibetaans schrijfster, dichteres en essayiste
- 21 - Ahmad Zeidabadi, Iraans journalist en mensenrechtenverdediger
- 22 - Annemarie Cox, Nederlands-Australisch kanovaarster
- 22 - Dirk Ledegen, Belgisch atleet
- 23 - Ronald Ockhuysen, Nederlands journalist (hoofdredacteur Het Parool 2015-2020) en communicatiedirecteur
- 24 - Martin Keown, Engels voetballer
- 25 - Dominic Schrijer, Nederlands politicus
- 26 - Anna Rita Del Piano, Italiaans actrice
- 26 - Wayne Wonder, Jamaicaans muzikant
- 28 - Liz Cheney, Amerikaans advocate en politica
- 28 - Marina Klimova, Russisch kunstschaatsster
- 28 - Miguel Ángel Nadal, Spaans voetballer
- 28 - Roger Strøm, Noors schaatser
- 29 - Kurt Deketelaere, Belgisch jurist en hoogleraar
- 29 - Rebecca Gomperts, Nederlands (abortus)arts en vrouwenrechtenactiviste
- 29 - Sally Gunnell, Brits atlete
- 29 - Martina McBride, Amerikaans zangeres
- 29 - Erik Sandin, Amerikaans drummer
- 30 - Teddy Baguilat jr., Filipijns politicus
- 30 - Kerry Fox, Nieuw-Zeelands actrice
- 30 - Jan Teijn, Nederlands politicus en activist
- 31 - Dean Cain, Amerikaans acteur
- 31 - Jim True-Frost, Amerikaans acteur

### augustus

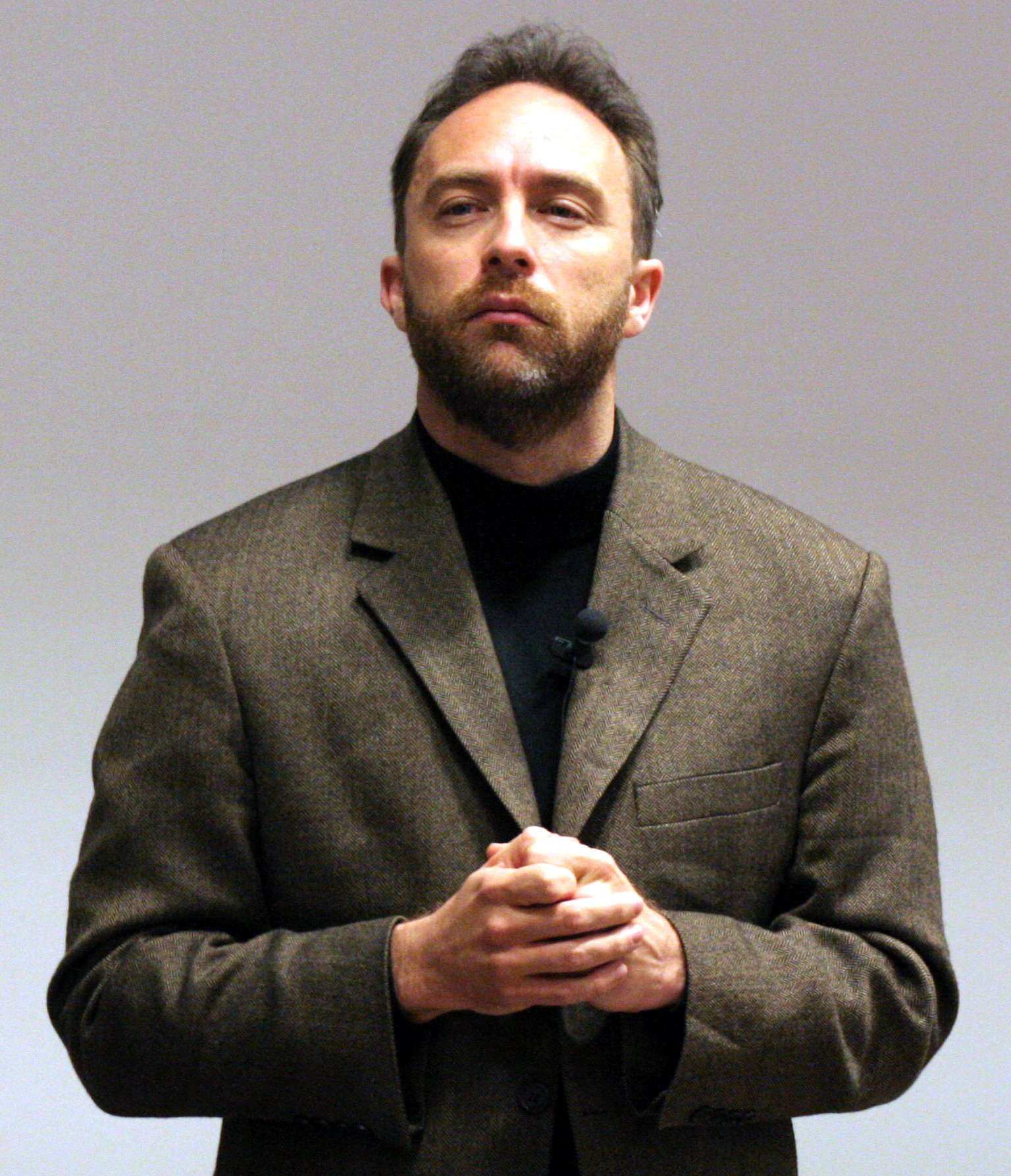
Jimmy Wales,
geboren op 8 augustus 1966

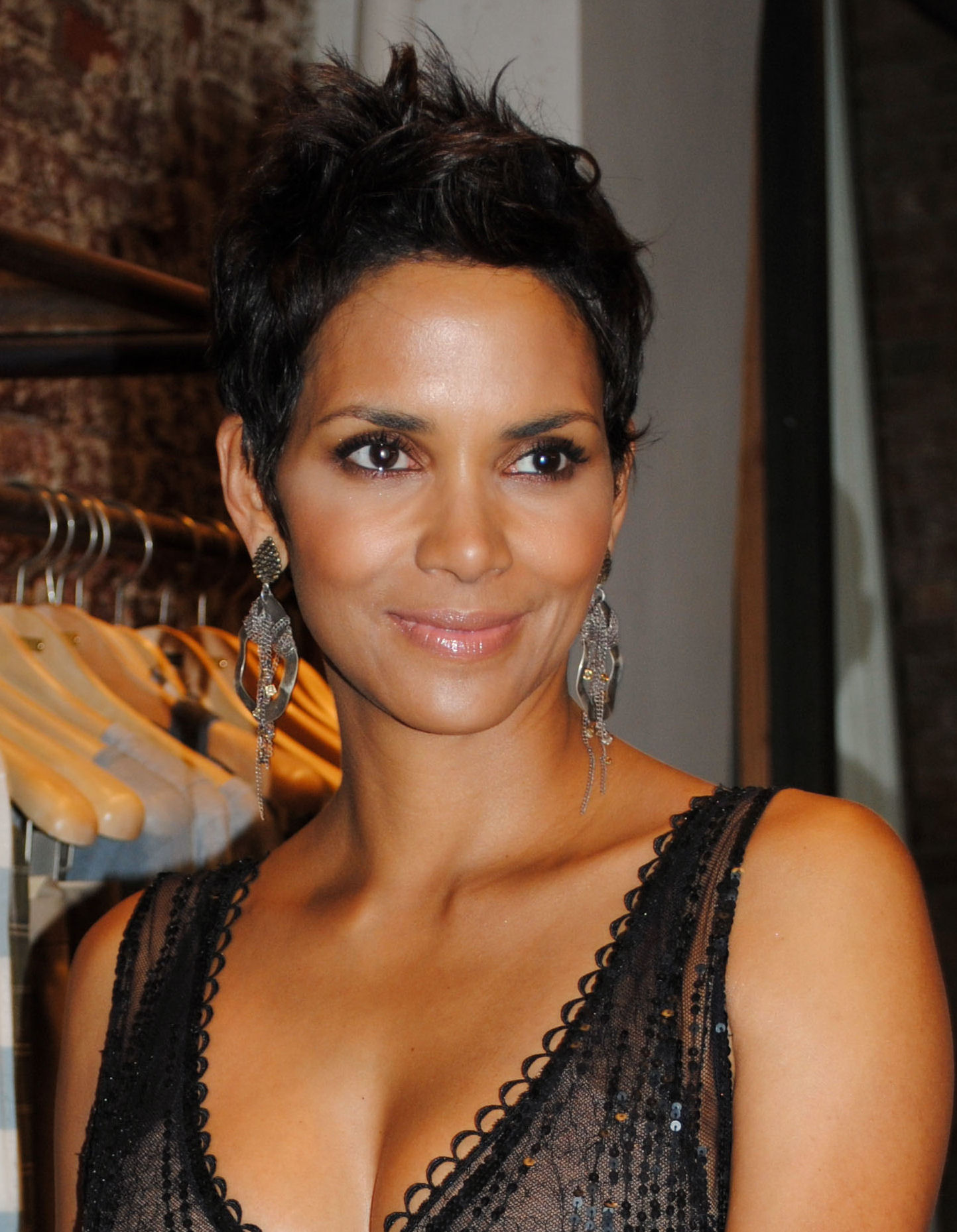
Halle Berry,
geboren op 14 augustus 1966

- 1 - Horacio de la Peña, Argentijns tennisser
- 2 - Rosalie van Breemen, Nederlands model, presentatrice en journaliste
- 2 - Peter Hertog, Belgisch politicus
- 3 - Ljoedmila Borisova, Sovjet-Russisch/Russisch atlete
- 3 - Brent Butt, Canadees stand-upcomedian, acteur en schrijver
- 3 - Greg Ray, Amerikaans autocoureur
- 4 - Luc Leblanc, Frans wielrenner
- 5 - Michiel Borstlap, Nederlands concertpianist, componist, producer, schrijver en vocalist
- 5 - Gilles Delion, Frans wielrenner
- 5 - N'Diaga Samb, Senegalees dammer (overleden 2025)
- 5 - Jonathan Silverman, Amerikaans acteur, filmproducent en filmregisseur
- 5 - Co Verdaas, Nederlands politicus
- 6 - Michael Hilgers, Duits hockeyer
- 7 - Kristin Hersh, Amerikaans singer-songwriter
- 7 - Stefan Heße, Duits aartsbisschop
- 7 - Maaike Smit, Nederlands rolstoeltennisster en rolstoelbasketbalster
- 7 - Ivan Tabanov, Moldavisch voetballer
- 8 - Jimmy Wales, Amerikaans internetondernemer (oprichter van Wikipedia)
- 9 - Vinny Del Negro, Amerikaans basketbalcoach
- 9 - Linn Ullmann, Noors schrijfster en journaliste
- 10 - Udo Bölts, Duits wielrenner
- 10 - Hossam Hassan, Egyptisch voetballer
- 10 - Éric Hélary, Frans autocoureur
- 10 - Ryan Idol, Amerikaans pornoacteur
- 11 - Nigel Martyn, Engels voetbaldoelman
- 11 - Juan María Solare, Argentijns componist en pianist
- 11 - Mark Williams, Zuid-Afrikaans voetballer
- 13 - René Karst, Nederlands zanger
- 13 - Marc Leclair, Canadees houseproducer
- 13 - Jörgen Raymann, Nederlands cabaretier, stand-upcomedian en televisiepresentator
- 14 - Halle Berry, Amerikaans actrice
- 14 - Karl Petter Løken, Noors voetballer
- 14 - Freddy Rincón, Colombiaans voetballer en voetbalcoach (overleden 2022)
- 15 - Tasha de Vasconcelos, Mozambikaans actrice en model
- 17 - Rodney Mullen, Amerikaans skateboarder
- 17 - Igor Trandenkov, Russisch atleet
- 18 - Sarita Choudhury, Brits-Amerikaans actrice
- 18 - Bert Cosemans, Belgisch acteur
- 19 - Lee Ann Womack, Amerikaans countryzangeres en songwriter
- 19 - Wilco Zeelenberg, Nederlands motorcoureur
- 20 - Dimebag Darrell, Amerikaans gitarist (overleden 2004)
- 20 - Enrico Letta, Italiaans politicus; premier 2013-2014
- 21 - Tania Merchiers, Belgisch atlete
- 21 - Daniel Steiger, Zwitsers wielrenner
- 21 - Henk Vermeer, Nederlands politicus
- 22 - GZA, Amerikaans rapper
- 22 - Michel van Oostrum, Nederlands voetballer
- 22 - Rob Witschge, Nederlands voetballer
- 23 - Charley Boorman, Engels acteur, wereldreiziger en schrijver van reisboeken
- 23 - Rik Smits, Nederlands basketballer
- 25 - Christine Aaftink, Nederlands schaatsster
- 25 - Agostino Abbagnale, Italiaans roeier
- 25 - Sarah Boberg, Deens actrice
- 25 - Michael Cohen, Amerikaans advocaat
- 25 - Antonie Kamerling, Nederlands acteur (overleden 2010)
- 26 - Jacques Brinkman, Nederlands hockeyer
- 26 - Nicholas Saliba, Maltees voetballer
- 27 - Jo De Poorter, Belgisch journalist en presentator
- 27 - Jeroen Duyster, Nederlands roeier
- 27 - Annemie Maes, Belgisch volksvertegenwoordiger
- 27 - Robert Oey, Nederlands filmmaker
- 27 - Juhan Parts, Estisch politicus, voetballer en minister president
- 27 - Anissa Temsamani, Belgisch politicus
- 28 - Michelle David, Amerikaans zangeres en presentatrice
- 28 - Jan Hamming, Nederlands burgemeester
- 28 - René Higuita, Colombiaans voetbaldoelman
- 30 - Donaat Deriemaeker, Belgisch televisiepresentator
- 30 - Michael Michele, Amerikaans actrice
- 31 - Ljoeboslav Penev, Bulgaars voetballer en voetbalcoach

### september

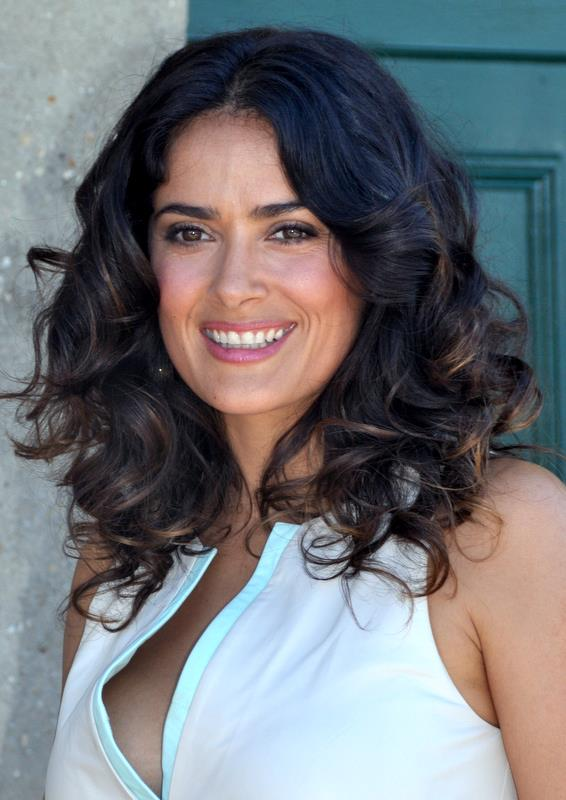
Salma Hayek,
geboren op 2 september 1966

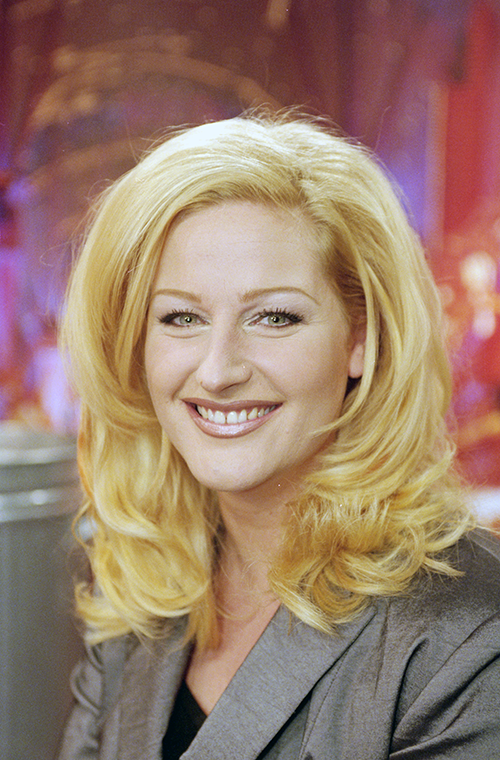
Christine van der Horst,
geboren op 9 september 1966

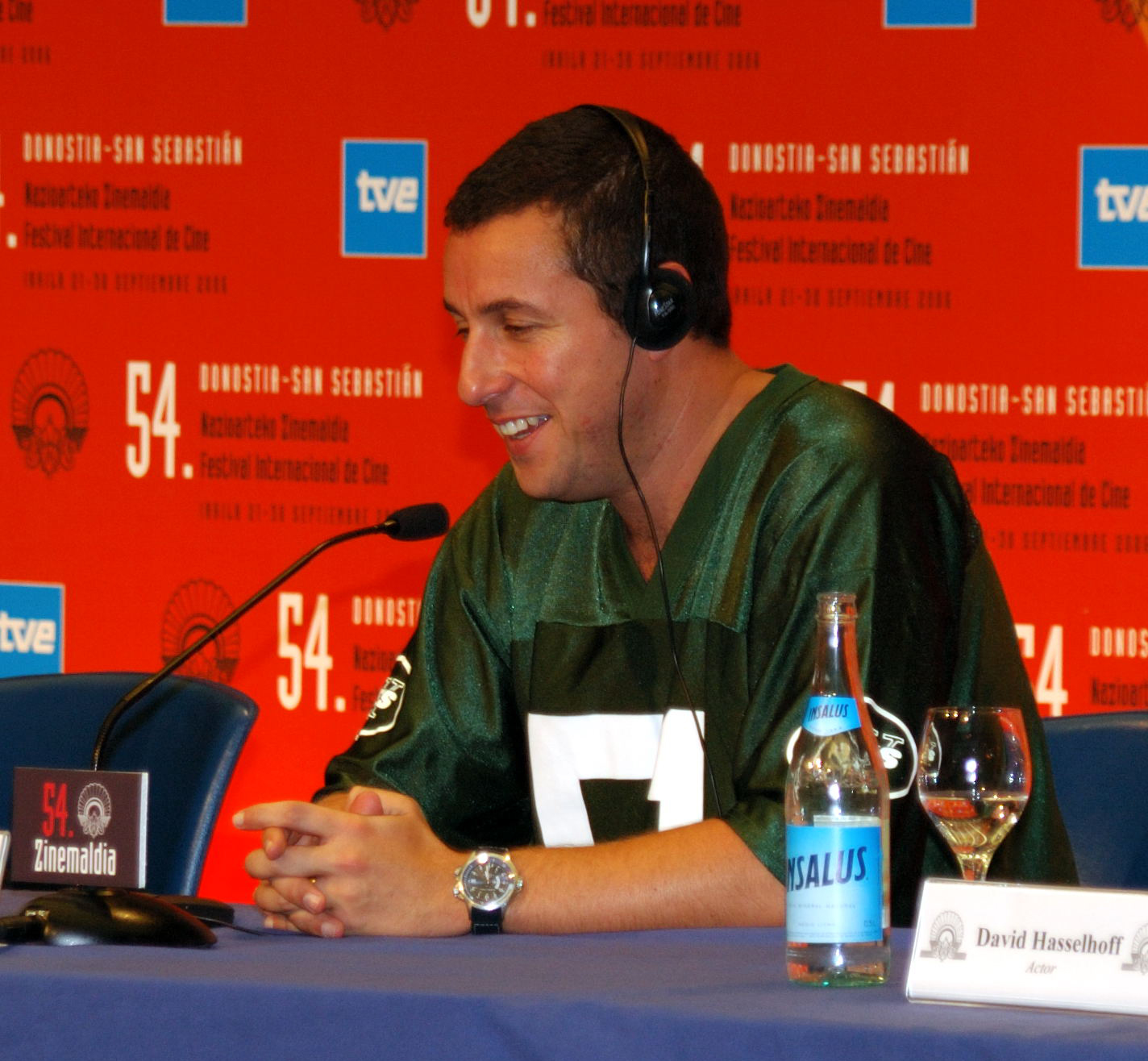
Adam Sandler,
geboren op 9 september 1966

- 1 - Stanley Burleson, Nederlands musicalacteur
- 2 - Salma Hayek, Mexicaans-Amerikaans actrice
- 2 - Olivier Panis, Frans autocoureur
- 4 - John Beresford, Engels voetballer
- 4 - Stig Nordhagen, Noors componist
- 5 - Jeroen Bijl, Nederlands volleybalinternational en sportbestuurder
- 5 - Milinko Pantić, Servisch voetballer
- 6 - Moon Baker (= Monique Bakker), Nederlands zangeres
- 6 - Joachim Coens, Belgisch politicus en bestuurder
- 6 - Edsard Schlingemann, Nederlands zwemmer (overleden 1990)
- 6 - James Whitham, Brits motorcoureur
- 7 - Barbara van Beukering, Nederlands journaliste
- 7 - Bram de Graaf, Nederlands historicus, journalist en schrijver
- 7 - Gunda Niemann, Duits schaatsster
- 7 - David Moufang, Duits danceproducer
- 8 - Raymond Atteveld, Nederlands voetballer en voetbaltrainer
- 8 - Carola Häggkvist, Zweeds zangeres
- 9 - Georg Hackl, Duits rodelaar
- 9 - Christine van der Horst, Nederlands televisiepresentatrice
- 9 - Neto, Braziliaans voetballer
- 9 - Adam Sandler, Amerikaans acteur
- 9 - Alison Sydor, Canadees mountainbikester en wielrenster
- 9 - Simone Walraven, Nederlands televisiepresentatrice en actrice
- 12 - Anousheh Ansari, Iraans-Amerikaans zakenvrouw en eerste vrouwelijke ruimtetoerist
- 12 - Jari Kinnunen, Fins voetballer
- 15 - Dejan Savićević, Montenegrijns voetballer
- 16 - René Paas, Nederlands politicus en vakbondsbestuurder; vanaf 2016 CvdK in Groningen
- 16 - Peter Wellen, Nederlands priester
- 16 - Kevin Young, Amerikaans atleet
- 17 - Henk Bernard, Nederlands volkszanger
- 17 - Marc Birsens, Luxemburgs voetballer
- 17 - Ellie Lust, Nederlands politievoorlichter en tv-presentatrice
- 19 - Kacha Katsjarava, Georgisch voetballer en voetbalcoach
- 20 - Nuno Bettencourt, Portugees gitarist
- 20 - Anne Schot, Nederlands botanicus en taxonoom
- 21 - Michaël Pas, Belgisch acteur
- 22 - Stefan Rehn, Zweeds voetballer
- 22 - Filip Lardon, Belgisch hoogleraar en kankerspecialist
- 24 - Christophe Bouchut, Frans autocoureur
- 25 - Niccolò Ammaniti, Italiaans schrijver
- 25 - Diederik Dam, Nederlands architect
- 26 - Petri Tiainen, Fins voetballer
- 26 - Juha Karvinen, Fins voetballer
- 28 - Maria Canals Barrera, Amerikaans actrice, stemactrice en zangeres
- 29 - Bujar Nishani, Albanees politicus, van 2012 tot 2017 president (overleden 2022)
- 29 - Jill Whelan, Amerikaans actrice

### oktober
- 1 - Nina, Spaans zangeres
- 1 - George Weah, Liberiaans voetballer
- 2 - Mousse T., Duits dj en muziekproducent
- 3 - Bambang Brodjonegoro, Indonesisch econoom en minister
- 4 - John van den Brom, Nederlands voetballer en voetbalcoach
- 5 - Inessa Kravets, Sovjet-Russisch/Oekraïens atlete
- 5 - Jan Verhaas, Nederlands snooker-scheidsrechter
- 6 - Norbert ter Hall, Nederlands regisseur, scenarist en producent
- 6 - Jacqueline Obradors, Amerikaans actrice
- 6 - Niall Quinn, Iers voetballer
- 7 - Pim Hoekzema, Nederlands parttime autocoureur
- 8 - Wanderley Magalhães, Braziliaans wielrenner (overleden 2006)
- 8 - Karyn Parsons, Amerikaans actrice
- 9 - David Cameron, Brits politicus
- 10 - Tony Adams, Engels voetballer en voetbalcoach
- 10 - Doesjka Dubbelt, Nederlands presentatrice
- 10 - Martin de Haan, Nederlands schrijver, vertaler en fotograaf
- 10 - Elana Meyer, Zuid-Afrikaans atlete
- 10 - Menno Wigman, Nederlands dichter en vertaler (overleden 2018)
- 11 - Luke Perry, Amerikaans acteur (overleden 2019)
- 11 - Sergej Soerovikin, Russisch generaal
- 12 - Rupert Gregson-Williams, Engels componist van filmmuziek
- 12 - Wim Jonk, Nederlands voetballer en bestuurder
- 12 - Hanna Birna Kristjánsdóttir, IJslands politica en burgemeester van Reykjavik
- 12 - Inge Moerenhout, Belgisch presentatrice
- 12 - Roberto Sensini, Argentijns voetballer en voetbalcoach
- 13 - Eric Braamhaar, Nederlands voetbalscheidsrechter
- 13 - John Regis, Brits atleet
- 15 - Eric Benét, Amerikaans R&B- en soulzanger
- 15 - Roberta Bonanomi, Italiaans wielrenster
- 15 - Jorge Campos, Mexicaans voetballer en voetbalcoach
- 15 - Ilse Huizinga, Nederlands jazzzangeres
- 15 - Ingeborg Sergeant, Belgisch zangeres en presentatrice
- 17 - Tomislav Steinbrückner, Kroatisch voetballer en voetbaltrainer
- 18 - Toshihisa Tsuchihashi, Japans tennisser
- 18 - Angela Visser, Nederlands model
- 20 - Stefan Raab, Duits komiek, zanger, componist en televisiepresentator
- 21 - Peter van Dongen, Nederlands striptekenaar
- 21 - Moechsin Moechamadnjev, Tadzjieks voetballer en voetbalcoach
- 21 - Igor Prins, Estisch voetballer en voetbalcoach
- 21 - Jonas Svensson, Zweeds tennisser
- 23 - Yan Hong, Chinees atlete
- 23 - Alessandro Zanardi, Italiaans autocoureur en handbiker
- 24 - Roman Abramovitsj, Russisch oliemiljardair en eigenaar voetbalclub Chelsea FC
- 26 - Alex Pastoor, Nederlands voetballer en voetbaltrainer
- 27 - Nicole Petignat, Zwitsers voetbalscheidsrechtster
- 28 - Jean-Marie Clairet, Frans autocoureur
- 28 - Alfred Stelleman, Nederlands paralympisch sporter
- 29 - Egon Kracht, Nederlands contrabassist
- 30 - Ljoedmila Rogatsjova, (Sovjet-)Russisch atlete
- 31 - Ernst Aigner, Oostenrijks voetballer
- 31 - Thomas Klenke, Duits autocoureur

### november

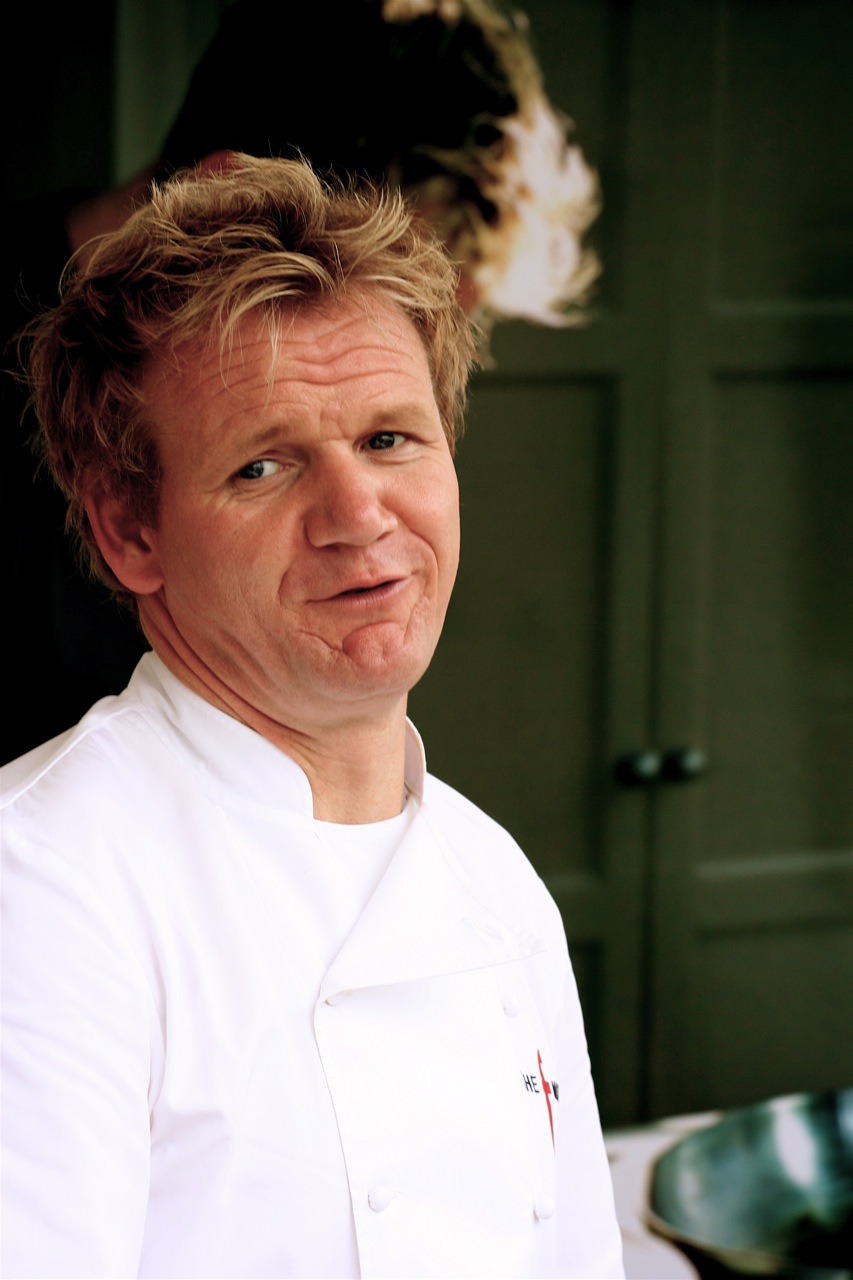
Gordon Ramsay,
geboren op 8 november 1966

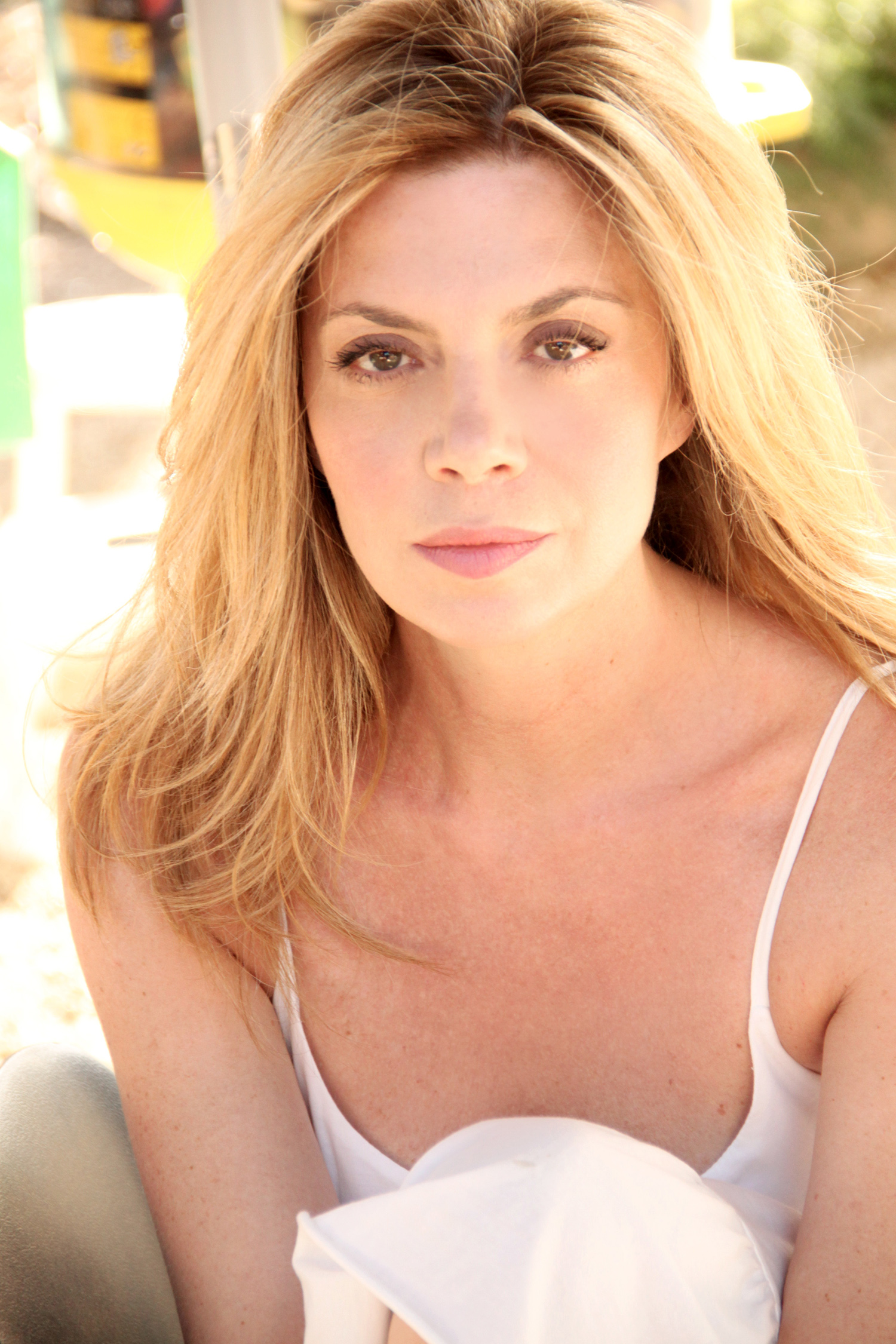
Benedicta Boccoli
11 november

- 1 - Fabrizio Bontempi, Italiaans wielrenner
- 2 - David Schwimmer, Amerikaans acteur en tv-regisseur
- 3 - Joe Hachem, Libanees-Australisch pokerspeler
- 4 - Tom Krommendijk, Nederlands voetballer (overleden 1990)
- 4 - Gertjan van der Linden, Nederlands paralympisch sporter
- 5 - Urmas Kirs, Estisch voetballer en voetbalcoach
- 5 - Alexander Lambsdorff, Duits politicus
- 5 - Mariëlle Paul, Nederlands politica
- 6 - Marcelo Kiremitdjian, Braziliaans voetballer
- 7 - Piotr Czachowski, Pools voetballer
- 8 - Gordon Ramsay, Brits televisiekok
- 9 - Marco Louwerens, Nederlands televisiebestuurder
- 10 - Rémy Belvaux, Belgisch regisseur en producent (overleden 2006)
- 11 - Benedicta Boccoli, Italiaans actrice
- 11 - Bujar Nishani, Albanees politicus, 2012-2017 president
- 12 - Wessel van Diepen, Nederlands deejay
- 14 - Petra Rossner, Duits wielrenster
- 15 - Véronique Akkermans, Nederlands judoka
- 15 - Rachel True, Amerikaans actrice
- 16 - Manon Leijten, Nederlands ambtenaar en bestuurder
- 17 - Jeff Buckley, Amerikaans singer-songwriter (overleden 1997)
- 17 - Sophie Marceau, Frans actrice
- 18 - Erik Kriek, Nederlands striptekenaar en illustrator
- 18 - LaVonna Martin, Amerikaans atlete
- 18 - Marusha, Duits technoartieste
- 19 - Gail Devers, Amerikaans atlete
- 19 - Esther Duller, Nederlands televisiepresentatrice
- 21 - Peter Vermes, Amerikaans voetballer
- 22 - Michael Kenneth Williams, Amerikaans acteur (overleden 2021)
- 22 - Satoshi Tomiie, Japans dj/producer
- 23 - Kevin Gallacher, Schots voetballer
- 23 - Wouter Kusters, Nederlands taalkundige en publicist
- 26 - Garcelle Beauvais, Haïtiaans-Amerikaans actrice en model
- 27 - Mark Spoon, Duits producer en dj (overleden 2006)
- 28 - Scott Sunderland, Australisch wielrenner
- 29 - Vangjush Dako, burgemeester van de Albanese stad Durrës
- 30 - Kim Kielsen, Groenlands politicus
- 30 - Mika Salo, Fins autocoureur

### december

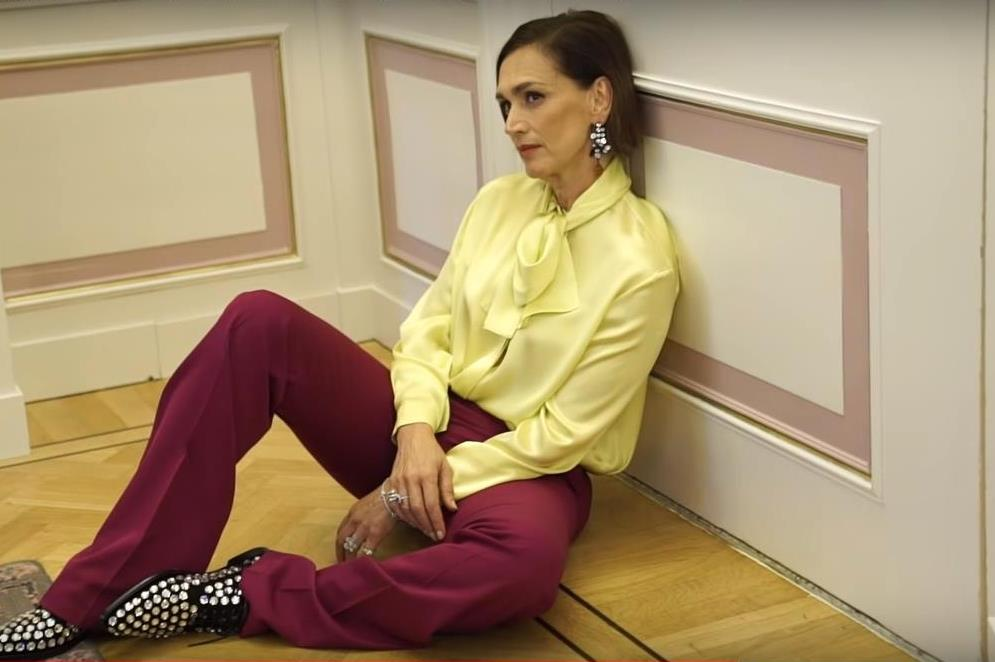
Monic Hendrickx,
geboren op 3 december 1966

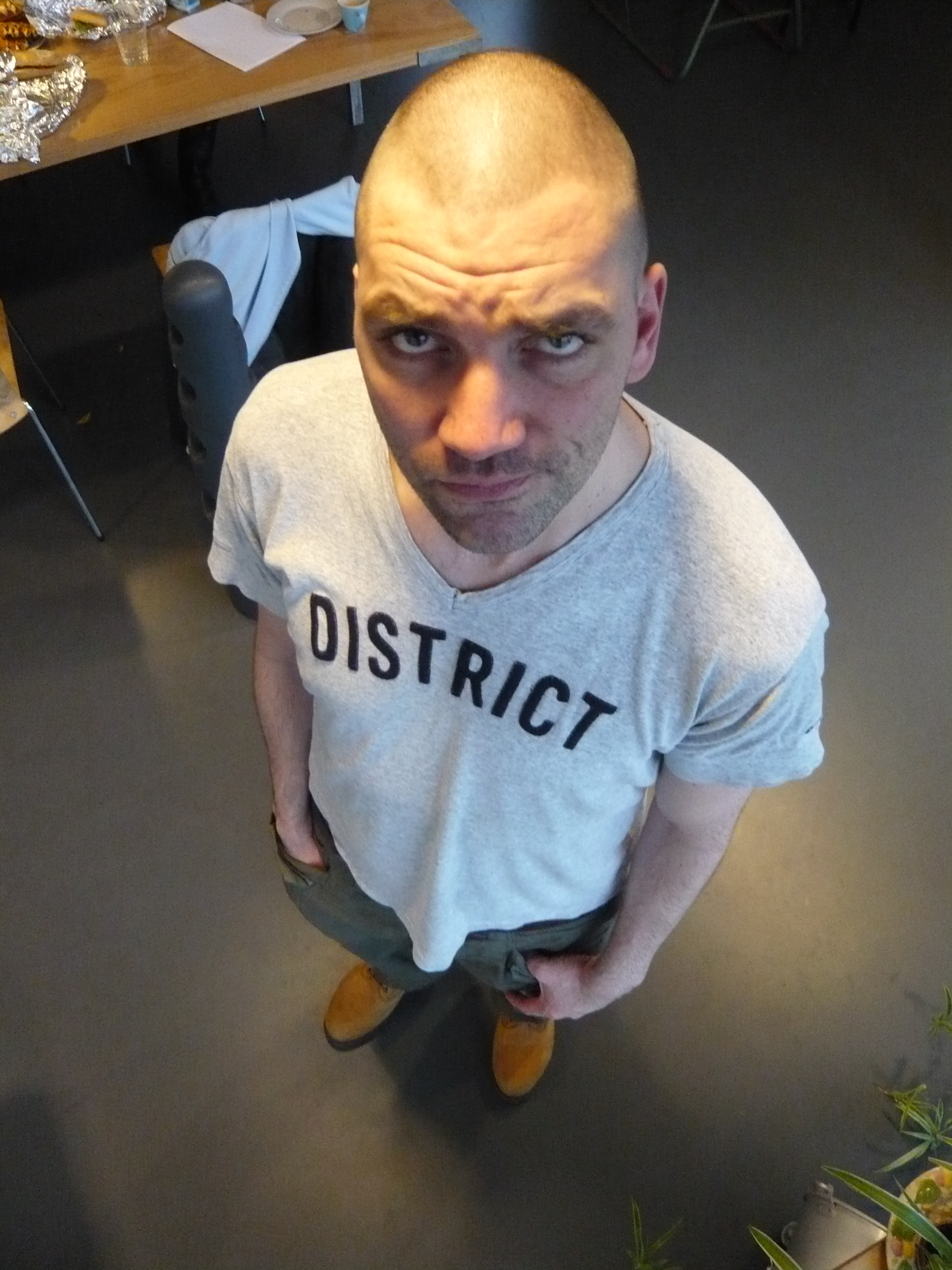
Theo Maassen,
geboren op 8 december 1966

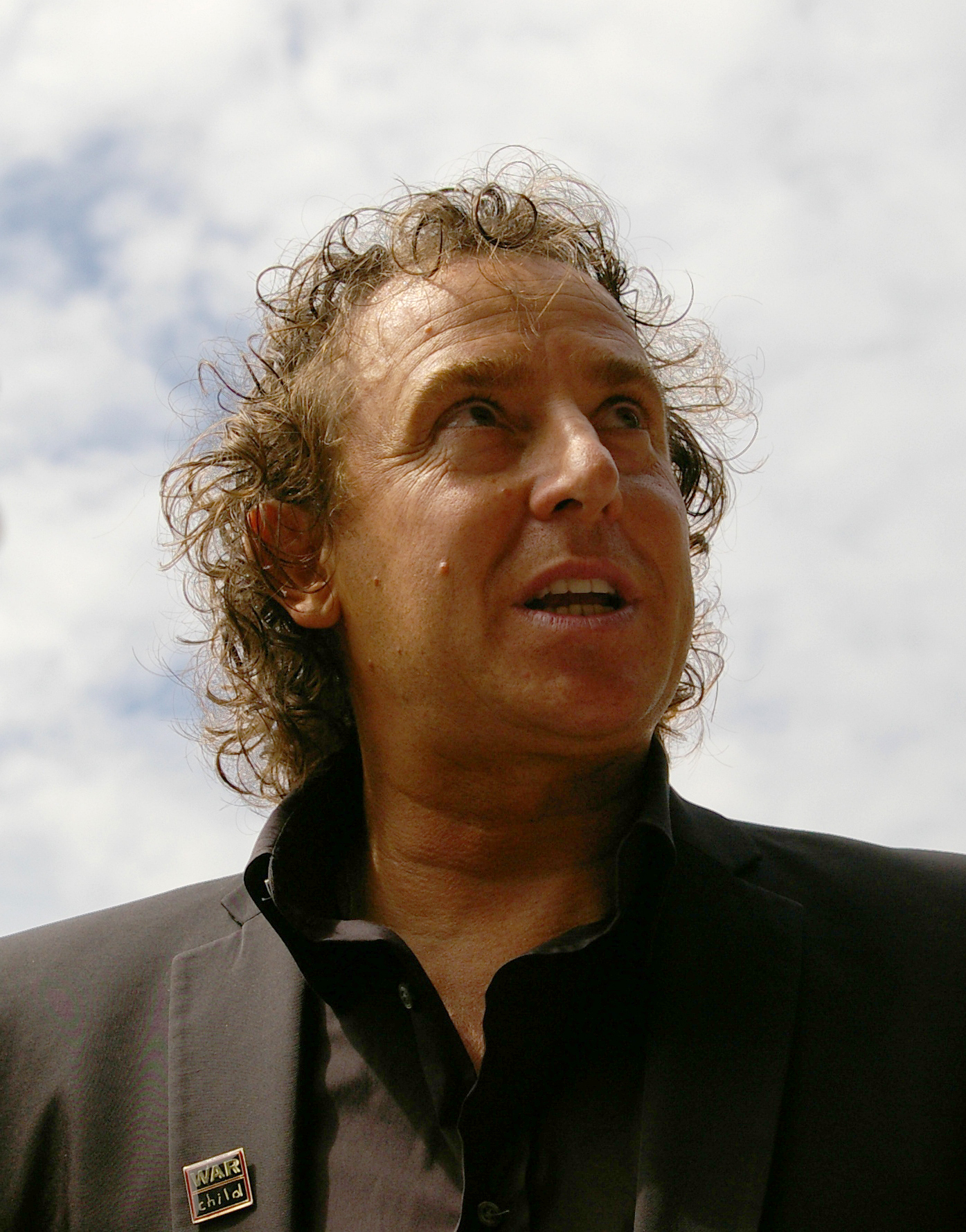
Marco Borsato,
geboren op 21 december 1966

- 1 - René Godlieb, Nederlands atleet
- 3 - Monic Hendrickx, Nederlands actrice
- 3 - Flemming Povlsen, Deens voetballer
- 4 - Masta Ace, Amerikaans rapper
- 5 - Patricia Kaas, Frans zangeres
- 5 - Evelyn Wever-Croes, Arubaans politica
- 6 - Miguel Arroyo, Mexicaans wielrenner (overleden 2020)
- 6 - Natascha Badmann, Zwitsers triatlete
- 6 - Per-Ulrik Johansson, Zweeds golfer
- 7 - Mario Fernando Hernández, Hondurees politicus (overleden 2008)
- 7 - Shinichi Ito, Japans motorcoureur
- 8 - Rim Banna, Palestijns zangeres (overleden 2018)
- 8 - Les Ferdinand, Engels voetballer
- 8 - Matthew Labyorteaux, Amerikaans acteur
- 8 - Theo Maassen, Nederlands acteur en cabaretier
- 8 - Sinéad O'Connor, Iers zangeres (overleden 2023)
- 9 - Antoni Bernadó, Andorrees atleet
- 9 - Mário Centeno, Portugees politicus
- 9 - Kirsten Gillibrand, Amerikaans Democratisch politica
- 9 - Gideon Sa'ar, Israëlisch politicus
- 10 - Hans Jouta, Nederlands beeldhouwer
- 10 - Natalja Kajoekova, Russisch atlete
- 12 - Maurizio Gaudino, Duits voetballer
- 12 - Ton Heerts, Nederlands politicus en vakbondsbestuurder
- 12 - Patrick Van Kets, Belgisch voetballer en voetbaltrainer (overleden 2022)
- 13 - Olivier Pantaloni, Frans voetballer en voetbaltrainer
- 14 - Tim Sköld, Zweeds muzikant
- 15 - Max Angelelli, Italiaans autocoureur
- 15 - Simone van der Vlugt, Nederlands schrijfster
- 16 - Yves Gijrath, Nederlands ondernemer
- 16 - Dennis Wise, Engels voetballer en voetbaltrainer
- 17 - Marie Arena, Belgisch politicus
- 17 - Kristiina Ojuland, Estisch politica
- 17 - Dušan Tittel, Slowaaks voetballer
- 17 - Hans Visser, Nederlands voetballer en voetbaltrainer
- 17 - Christopher Wray, Amerikaans politicus en bestuurder; directeur FBI
- 18 - Edwin Jongejans, Nederlands schoonspringer
- 18 - Leszek Pisz, Pools voetballer
- 19 - Mylou Frencken, Nederlands cabaretière
- 19 - Roberto Straal, Nederlands voetballer
- 19 - Alberto Tomba, Italiaans skiër
- 20 - Ed de Goeij, Nederlands voetbaldoelman
- 20 - Paul Ritter, Brits acteur (overleden 2021)
- 21 - Marco Borsato, Nederlands zanger
- 21 - Michelle Hurd, Amerikaans actrice
- 21 - William Ruto, Keniaans politicus; president sinds 2022
- 21 - Kiefer Sutherland, Amerikaans acteur
- 23 - Hans van Arum, Nederlands voetballer en voetbalcoach
- 23 - Badi Assad, Braziliaans singer-songwriter en gitariste
- 25 - Sandra Schumacher, Duits wielrenster
- 27 - Chris Abani, Nigeriaans schrijver en dichter

### datum onbekend
- Amir Abadi, Duits danceproducer
- Karin Bos, Nederlands beeldend kunstenares
- Leo Brunswijk, Surinaams oud-guerrillastrijder, ondernemer en bestuurder
- Onno Eichelsheim, Nederlands generaal; Commandant der Strijdkrachten vanaf 2021
- Ineke Hans, Nederlands industrieel ontwerpster
- Denise Janzée, Nederlands documentairemaakster
- Marco Kamphuis, Nederlands schrijver
- Mark Kneppers, Nederlands dj en muziekproducent
- Natalie Koch, Nederlands schrijfster
- Willem Melchior, Nederlands schrijver
- Marjan Minnesma, Nederlands milieu-activiste (Urgenda)
- Els Snick, Vlaams vertaalster en literatuurwetenschapper
- Harriët Stroet, Nederlands actrice
- Fiona Tan, Indonesisch-Nederlands beeldend en installatiekunstenares en fotografe

## Weerextremen in België
- 17 januari: Minimumtemperatuur tot −18,9 °C In Koksijde.
- 5 februari: Maxima tot 14,0 °C in Koksijde en 15,0 °C in Geel.
- 18 juni: Neerslag tot 85 mm in Gruitrode (Meeuwen-Gruitrode) en 104 mm in La Roche-en-Ardenne.
- 5 juli: Tornado in Kortrijk veroorzaakt ernstige plaatselijke schade.
- 13 augustus: Hagelbuien met stenen tot 6 cm in Leuvense. Ernstige schade in Oost-Vlaanderen en Kempen. Neerslag tot 68 mm in Sint-Job-in-'t Goor (Brecht).

Bron: KMI Gegevens Ukkel 1901-2003  met aanvullingen 